# Chauvigny
Chauvigny [ʃoviɲi] ist eine französische Stadt mit 7.037 Einwohnern (Stand 1. Januar 2022) im Département Vienne in der Region Nouvelle-Aquitaine; sie gehört zum Arrondissement Poitiers und zum Kanton Chauvigny. Die Stadt liegt circa 25 Kilometer östlich von Poitiers an der Vienne. Chauvigny ist bekannt für seine mittelalterliche Oberstadt (Cité médiévale) und dort insbesondere für die Kapitelle in ihrer romanischen Kirche Saint-Pierre (siehe separater Artikel).

## Wappen
Beschreibung: In Silber eine rote Spindelteilung, darüber ein sechslatziger schwarzer Turnierkragen

## Geschichte
Das lateinische Calviniacum bekommt aufgrund seiner Lage auf einem steilwandigen Felsrücken, der die Vienne beherrscht, große Bedeutung. Im 10. und 11. Jahrhundert bauen die Bischöfe von Poitiers und weitere hochgestellte Adelige immerhin fünf wehrhafte Burgen und eine Kirche.

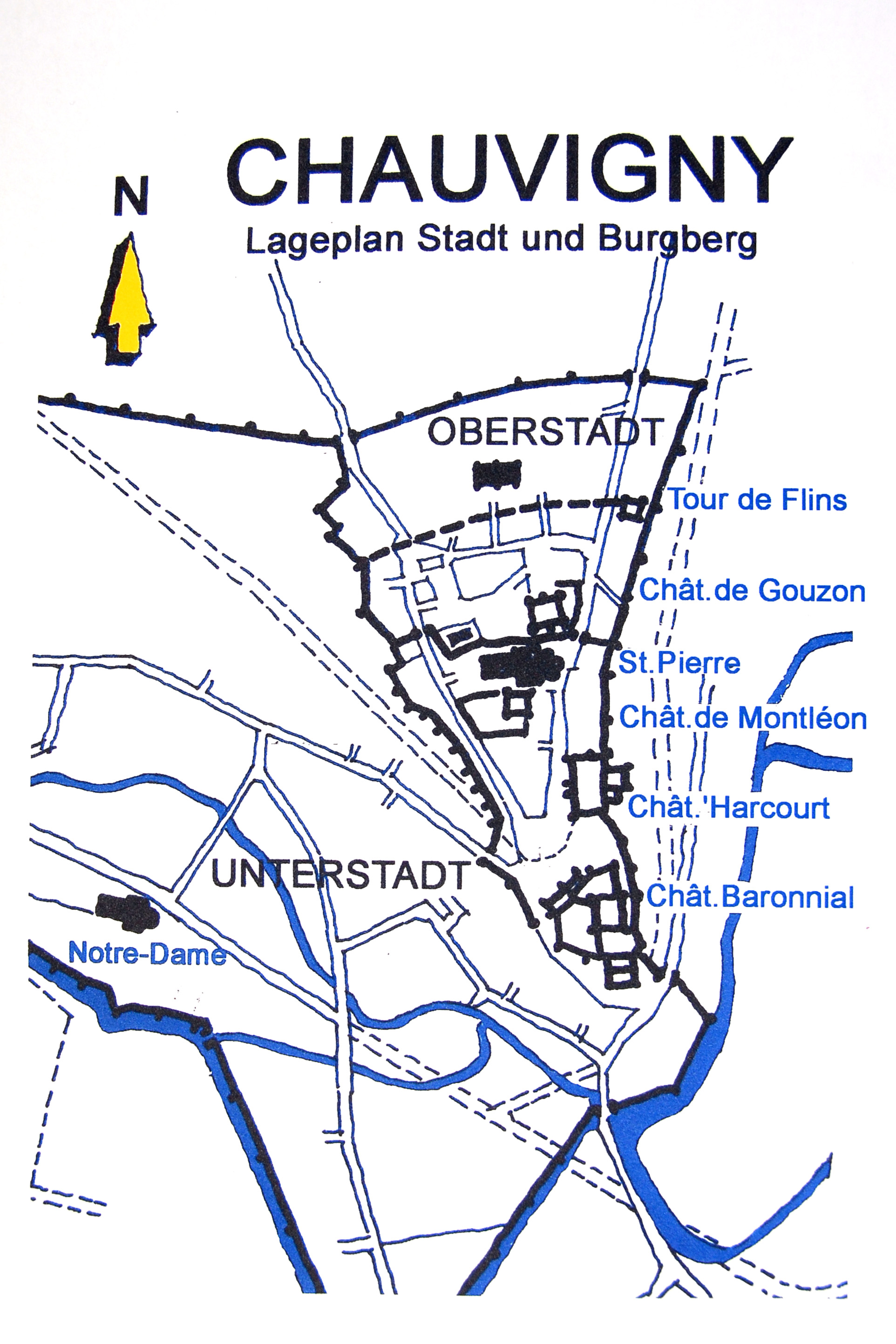
Lageplan, Stadt und Burgberg

Mit der romanischen Kirche St.-Pierre und einer die Lücken füllenden Wohnbebauung wird das Ganze von einer Festungsmauer umgeben und damit zu einem Wehrdorf, einem Castrum, der heutigen Oberstadt Chauvigny. Parallelen dazu finden sich im Périgord, mit dem Château de Commarque.
Kurz nach dem Jahr 1000 wurden die Bischöfe von Poitiers als Nachfolger einer Adelsfamilie de Chauvigny Herren von Chauvigny und ab dem 14. Jahrhundert Barone. Im 10. und 11. Jahrhundert errichteten sie dort eine Burg. Der erste Bischof von Poitiers und Herr von Chauvigny, Isembert I. (gestorben 1047), war zweifellos ein Mitglied der Familie de Chauvigny, als welcher er die Herrschaft geerbt hatte; nach ihm folgten die Bischöfe einander bis 1789.
Während des Hundertjährigen Kriegs wird der Ort 1346 vom Earl of Derby geplündert. 1372 werden die Engländer von Bertrand du Guesclin und Johann von Berry verjagt, 1412 fällt Chauvigny aber wieder in die Hand der Engländer. 1562 besetzen die Hugenotten die Siedlung, werden aber von den königlichen Truppen wieder vertrieben. Unter Gaspard de Coligny kehren sie 1569 im Vorabend der Schlacht von Moncontour zurück, wobei Burgen, Stadt und die Kirche Saint-Pierre geplündert und niedergebrannt werden.
Während der Fronde besetzt Charles Chasteigner, marquis de La Roche-Posay, 1652 den Ort, wird im gleichen Jahr aber vom Herzog von Roannes abgelöst. 1708 beauftragt das Parlament den Bischof von Poitiers sich um den in Ruinen liegenden Ort zu kümmern, bis zur Französischen Revolution wird er jedoch zur carrière publique, zum öffentlichen Steinbruch, aus dem die verbliebenen Einwohner sich bedienen. 1843 vertraut der Staat die Ruinen der Société des Antiquaires de l’Ouest an, der es gelingt, einiges davon zu retten.

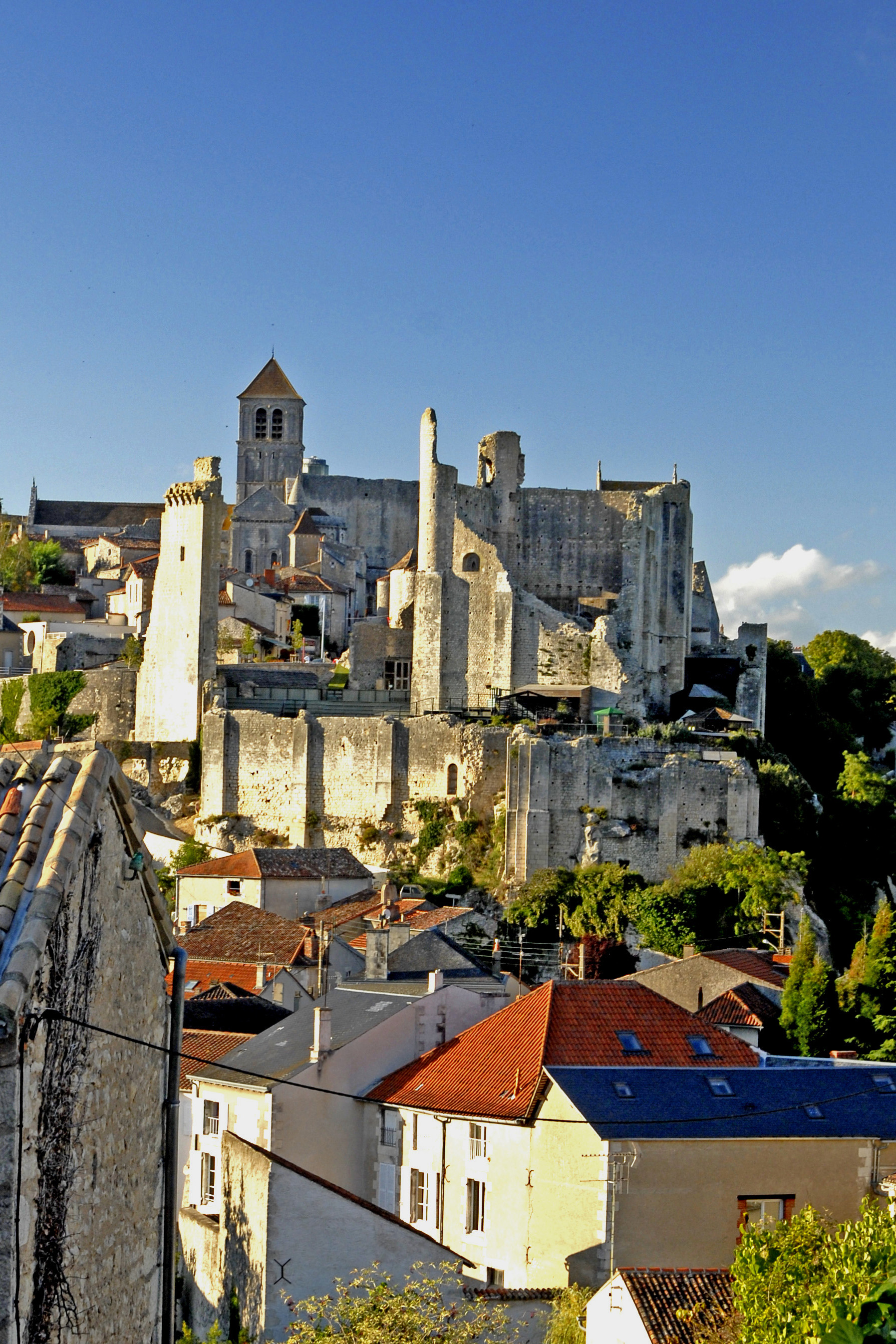
Burgberg Südspitze, Château Baronnial, Donjon und Château Neuf, oben Saint-Pierre

## Die Oberstadt Chauvigny
Die Oberstadt Chauvigny – Cité Médiéval – besteht aus fünf Burgruinen, einer alles überragenden Kirche „Saint-Pierre“ und einigen kleinen Wohnhäusern.
Das Ensemble der ehemals mit einer Wehrmauer umgebenen Oberstadt wurde auf einem Felsrücken erbaut und gibt mit den immer noch wehrhaft erscheinenden Überresten ein Beispiel der Militärarchitektur des Mittelalters. Thorsten Droste schreibt dazu: Das geballte Nebeneinander zahlreicher Ruinen aus der Feudalzeit, in dem die trutzigen Türme die herausragende Rolle spielen, macht Chauvigny zu einem Gegenstück toskanischer Städte mit ihren Geschlechtertürmen.
Der steilwandige Kalkfelsen, auf dem die Oberstadt ruht, ähnelt einem nach Süden spitz zulaufenden Stück Torte, in Erhöhung deren senkrechter Felskante man sich die Stadtmauer vorstellen muss. An der Nordseite muss wegen des fehlenden Steilhangs die Stadtmauer allein für sicheren Schutz Sorge tragen.
Im Lageplan, der die Festungsmauern im erhaltenen Zustand darstellt, erkennt man zwei ehemalige Querunterteilungen der Oberstadt, vermutlich durch Wehrmauern, im Verteidigungsfall sicher von strategischer Bedeutung. An der westlichen und südlichen Ecke der Wehrmauern der Oberstadt schließen sich die weiterführenden Festungsmauern der Unterstadt an.
Das wegen der vorhandenen natürlichen Befestigung mit relativ geringem Aufwand leicht zu verteidigende Hochplateau, war damals bei potenten Bauinteressenten sehr begehrt und wurde – neben den Bischöfen von Poitiers – unter den mächtigsten Adelsfamilien der Umgebung aufgeteilt.

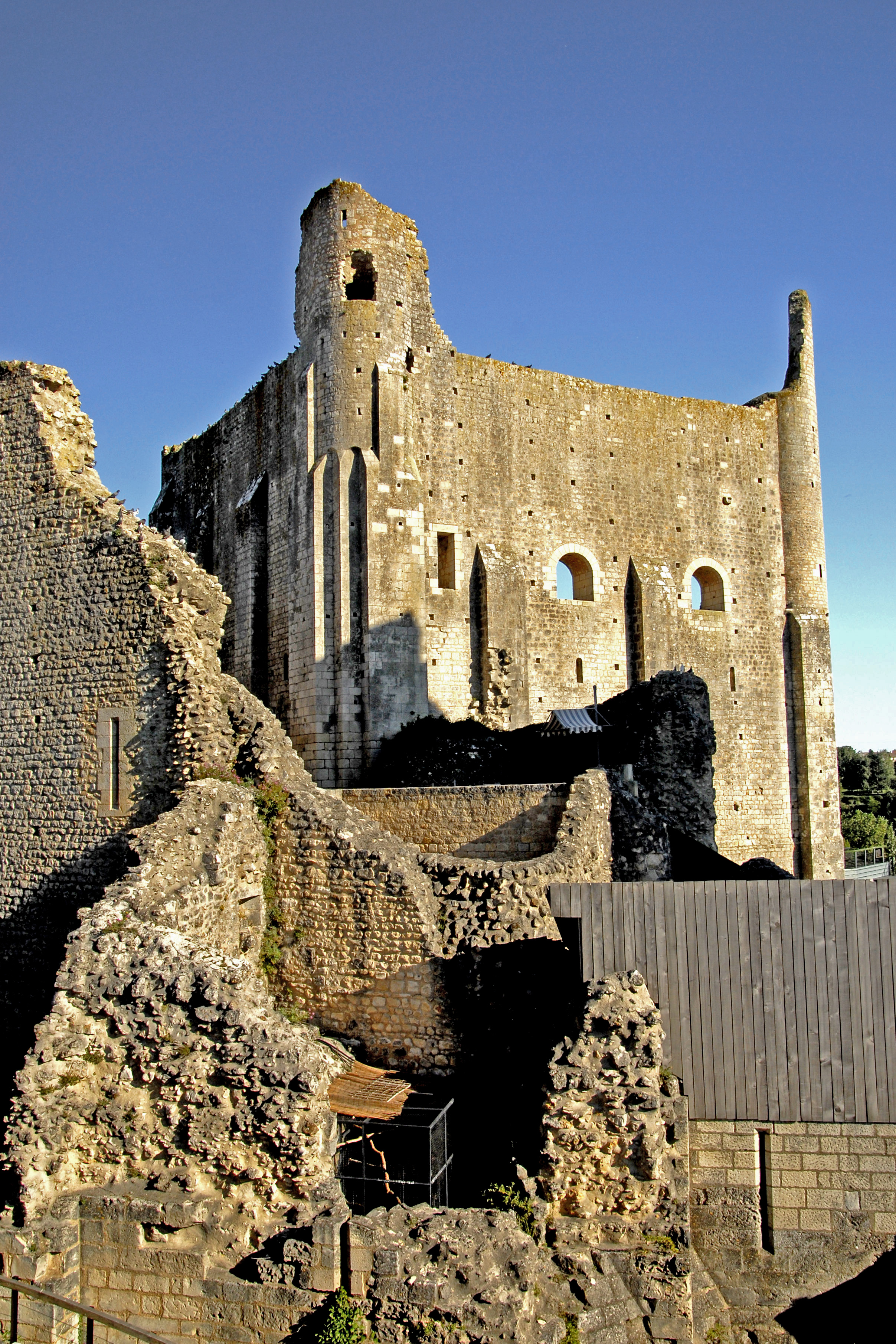
Château Baronnial, Donjon und Château Neuf

### Château Baronnial
Das Sahnestück des Kalkfelsens, nämlich die Südspitze, reservierten sich die Bischöfe von Poitiers, die gleichzeitig Barone und Lehnsherren des niederen Adels waren. Hier entstand Ende des 11., aber überwiegend im 12. Jahrhundert die bischöfliche Burg, das „Château Baronnial“, das auf dem Burgberg größte und wohl bedeutendste militärische Bauwerk, mit einem Umfang von 230 Metern. Begonnen wurde mit dem Bau des Donjons (Bergfried), ebenfalls der größte am Ort, mit rechteckigem Grundriss, in den Ausmaßen von 17 × 22 Metern, und Mauerdicken von 1,20 bis 2,30 Metern.
Auf den Innenseiten des Donjons sind drei Geschosse erkennbar. Die Mauern haben außenseitig über die unteren beiden Geschosse kräftige Verstärkungen aus rechteckigen Mauervorlagen, im oberen Geschoss gibt es an den Gebäudeecken zylindrische Türme, die über die Wandkronen hinausragen.
Archäologische Ausgrabungen im Inneren des Donjons haben die Existenz eines älteren, aber wesentlich kleineren Vorläufers des Donjons aufgedeckt, dessen Reste unter den heutigen Aufschüttungen begraben sind.
Galerie Château Baronnial

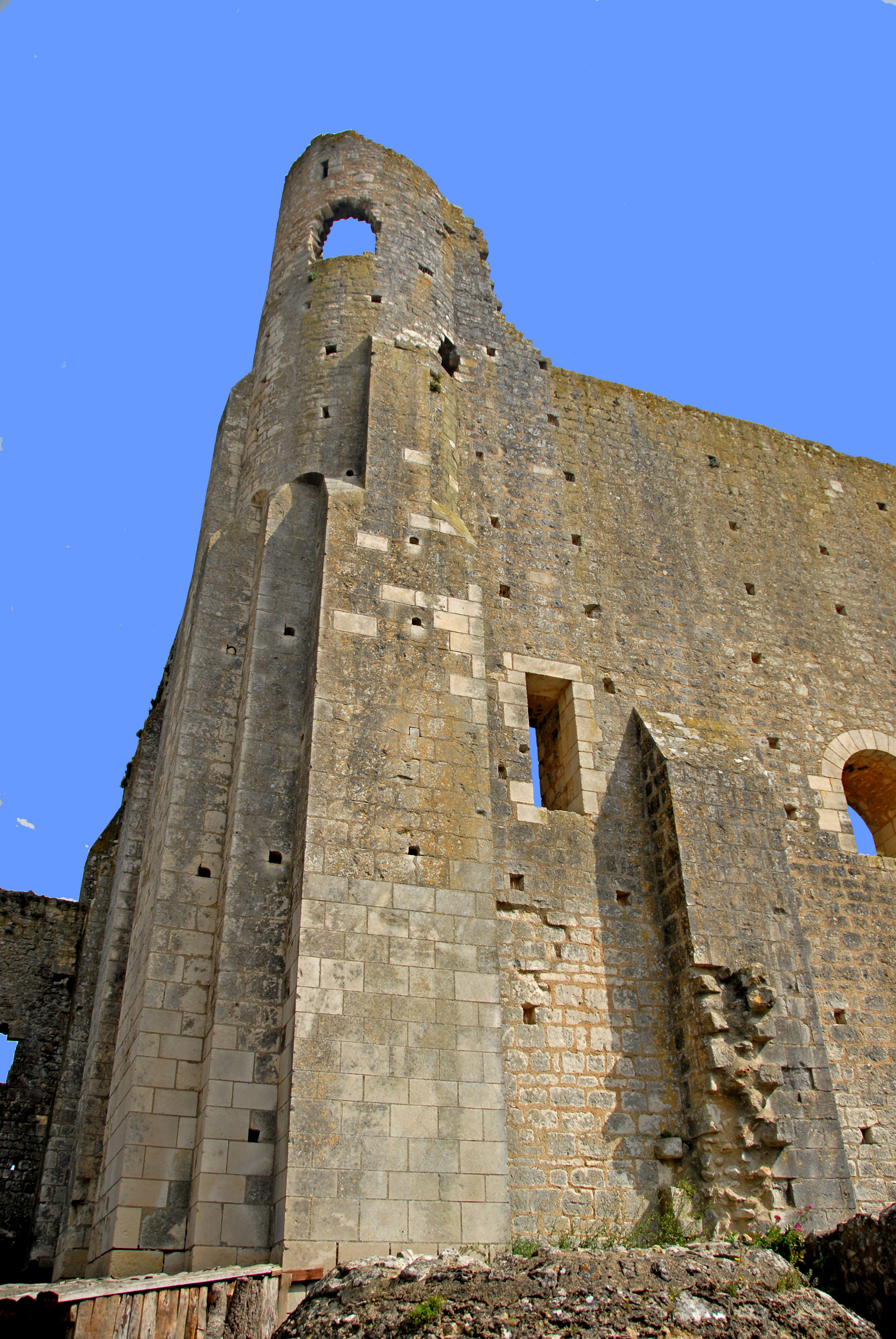
Donjon, Ecke
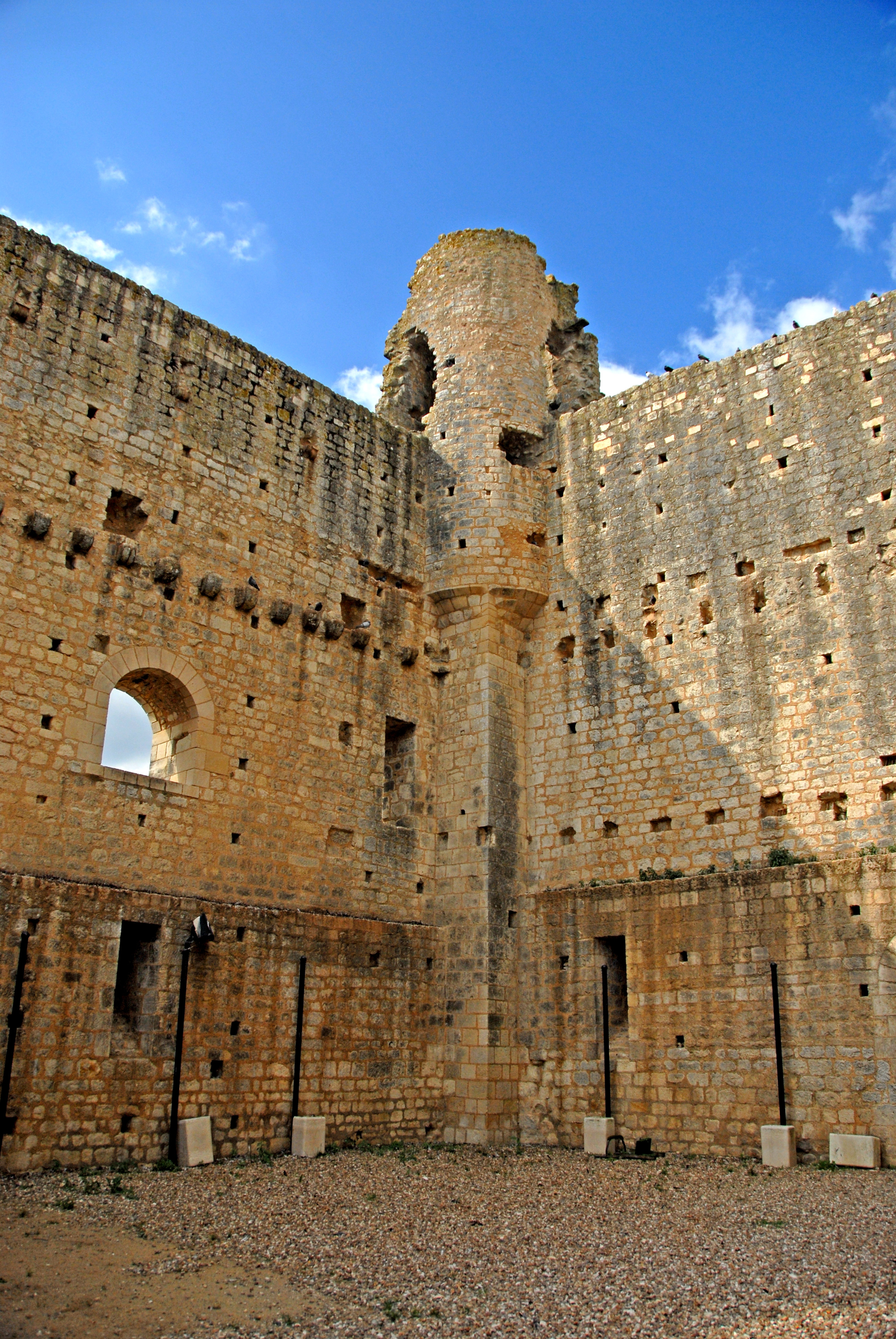
Donjon, Inneres
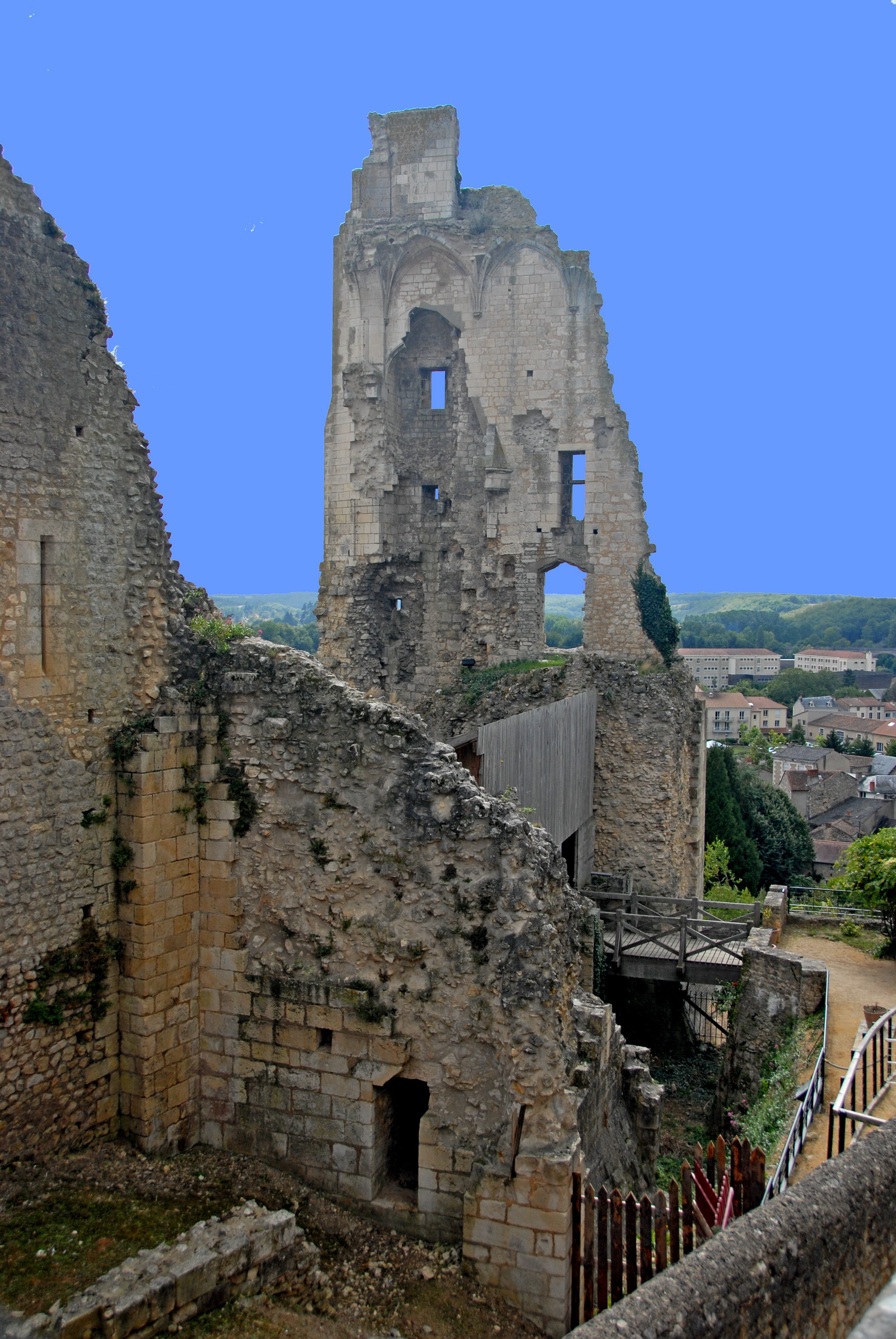
Château Neuf
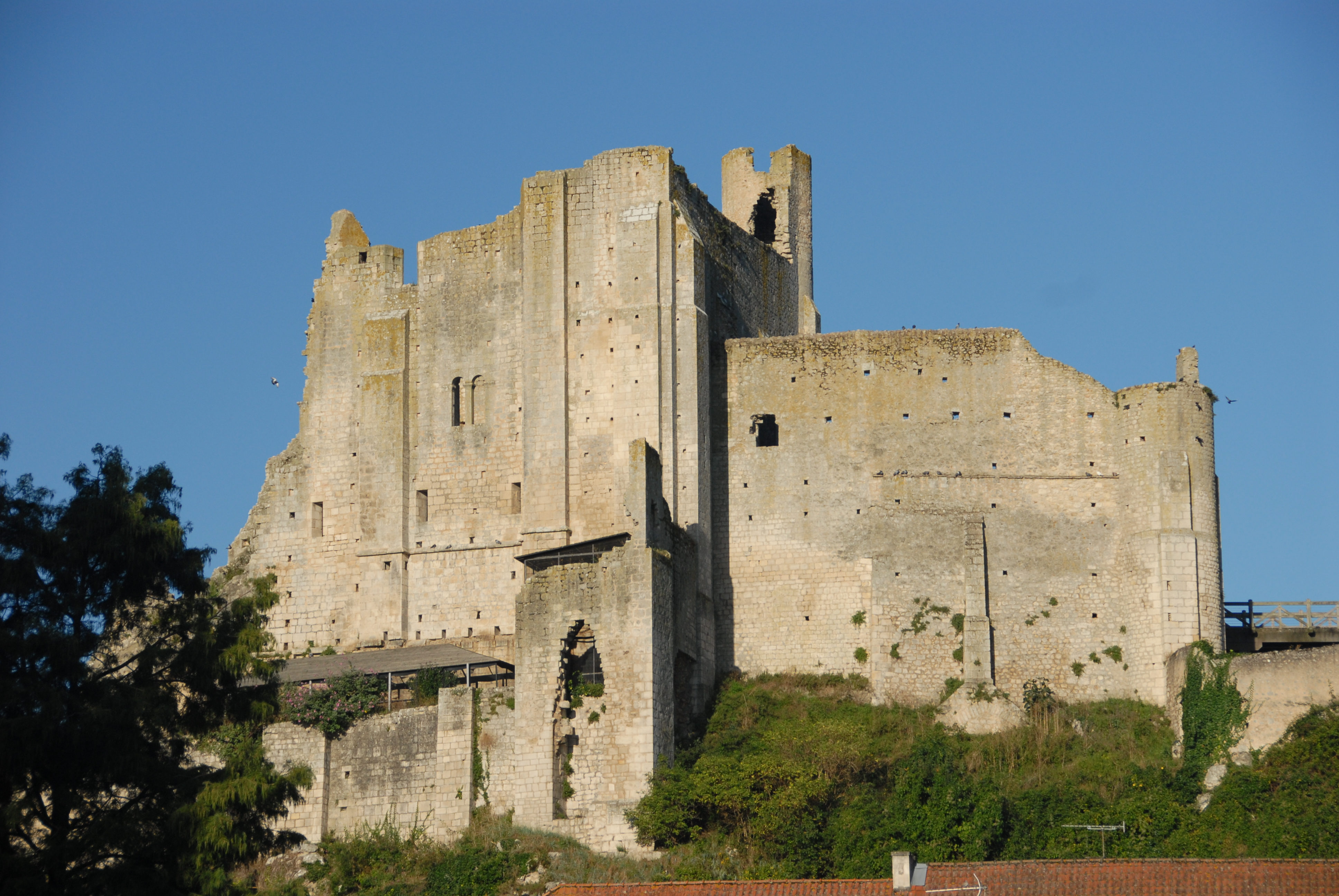
Talseite

Der Donjon ist heute noch fast vollständig umgeben von Resten der Mauern, Höfe und Gebäude der ehemaligen Vorburg. Diesen hinzugefügt wurden im Hochmittelalter des 14. Jahrhunderts das „Château Neuf“, das man heute noch an hoch aufragenden und stark zerklüfteten Ruinen der damals neuen Gebäude erkennt, auf der zur Oberstadt hin weisenden Nordseite der Burg.
Seit 1957 werden von archäologischen Behörden Grabungen durchgeführt, um die Anlage und ihre Geschichte zu erforschen. Außerdem wurde die historische Substanz vor weiterem Verfall gesichert. In den Ruinen werden heute in Form einer Show den Besuchern die Flugkünste von Greifvögeln demonstriert.

### Château d’Harcourt

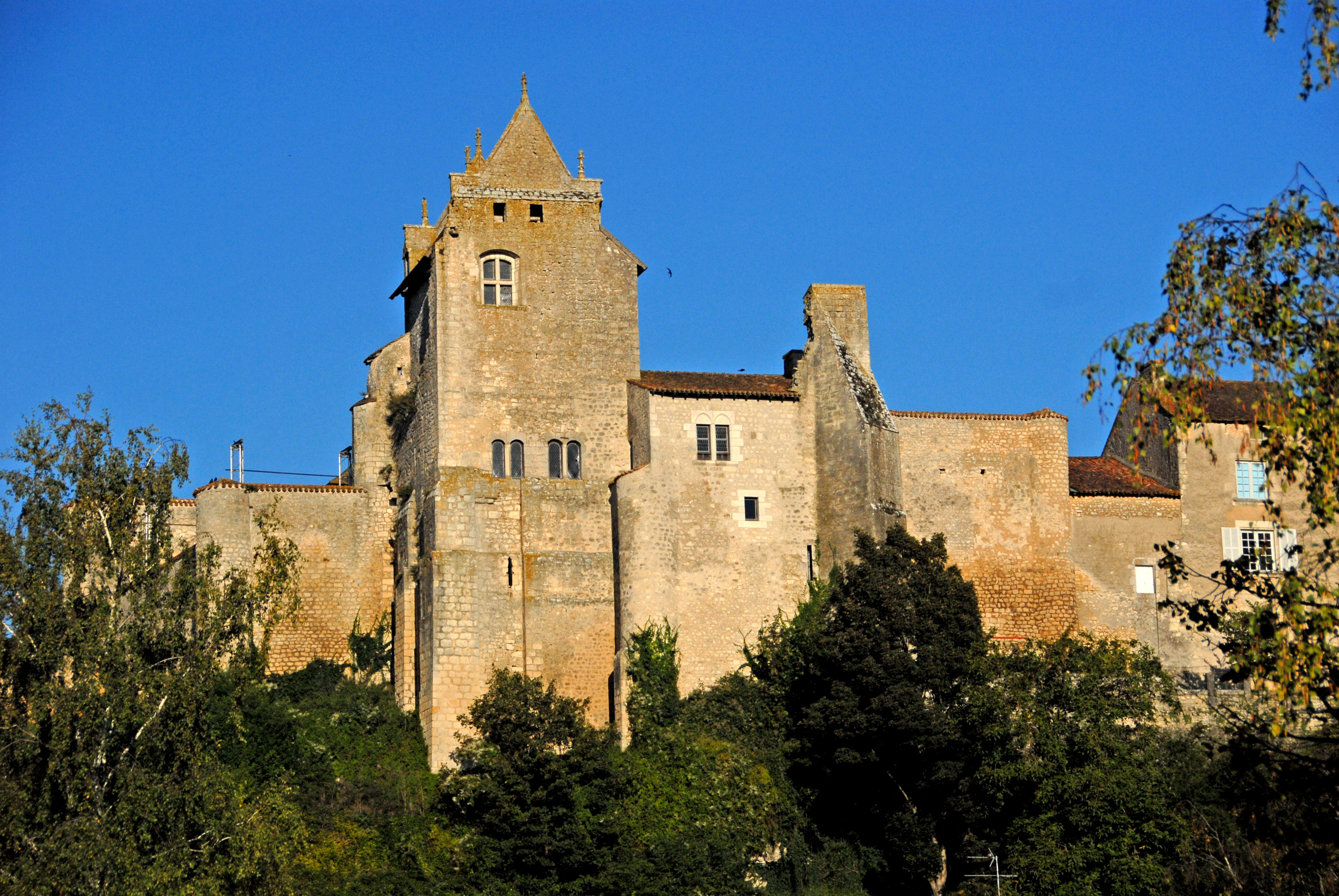
Château d’Harcourt, Talseite

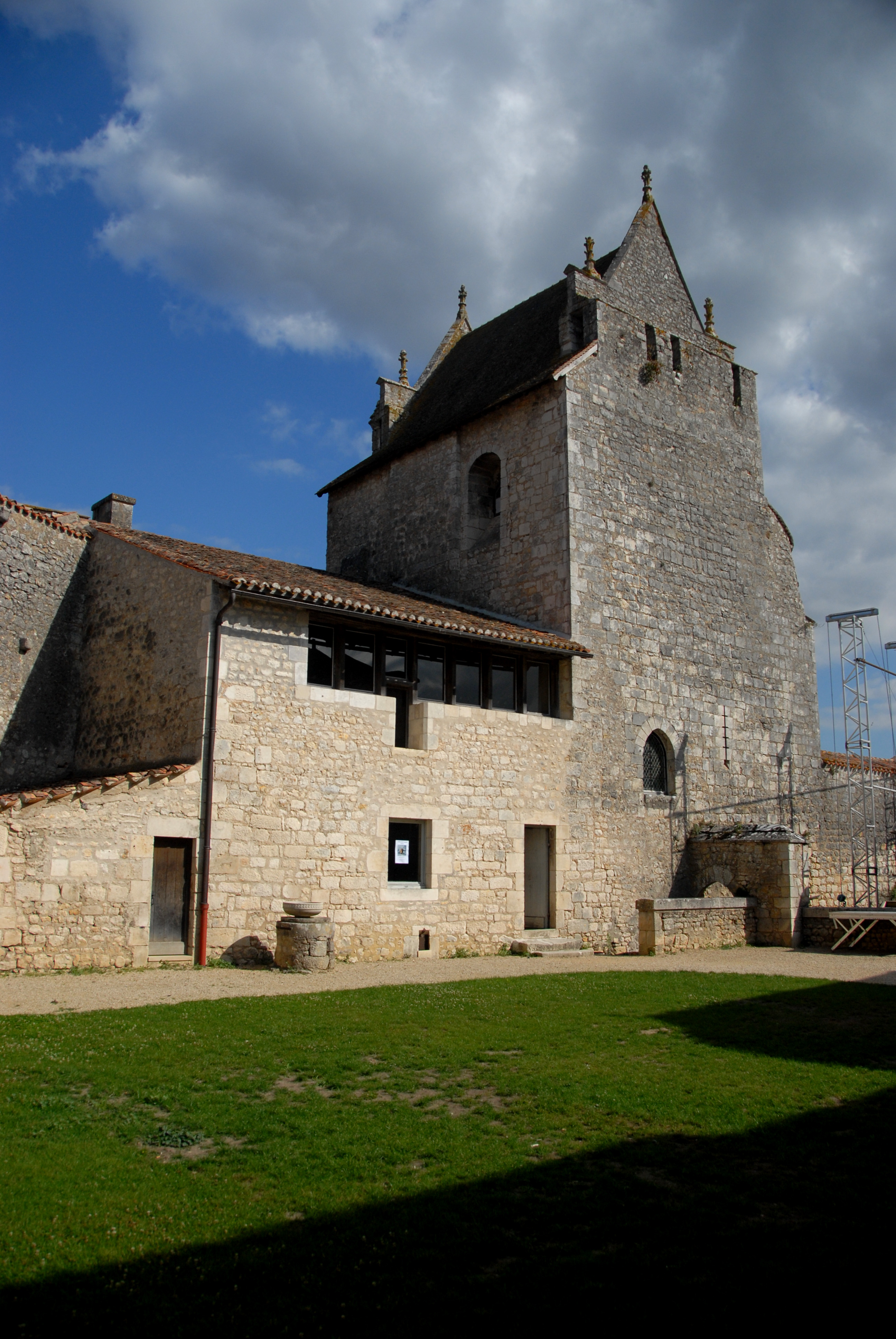
Château d’Harcourt, Donjon vom Hof aus gesehen

Das Château hat seinen Namen von Jean II., einem Mitglied der recht bedeutenden Familie d’Harcourt aus der Normandie, der um 1280 sich mit einer Vicomtesse de Châtellerault vermählte und aus dieser Verbindung Vizegraf von Châtellerault wurde. Er ließ im 13. Jahrhundert neben der bischöflichen Burg das Château d’Harcourt errichten, vermutlich auf den Resten einer Vorgängerburg. Die Festung blieb für etwa 200 Jahre im Besitz der Familie d’Harcourt und wurde 1447 den Nachbarn, den Bischöfen von Poitiers, Barone von Chauvigny, übertragen.
Das Château d’Harcourt ist vor der aktuellen Renovierung des Donjons der de Gouzon die am besten erhaltene Burganlage der Oberstadt von Chauvigny. Sie besteht aus einer Vorburg und einem Donjon. Die Vorburg ist rechteckig und misst außen 29 × 39 Meter. Die talseitige nach Osten weisende Mauer der Vorburg steht in Verlängerung und im Anschluss an die Wehrmauern der befestigten Oberstadt, das heißt auch auf der Außenkante der steilen Felswand des Burgbergs. Die anderen drei Seiten haben über 2 Meter dicke und hohe Wehrmauern, die teilweise außenseitig an ihrem Fuß schräg abgeböscht sind.

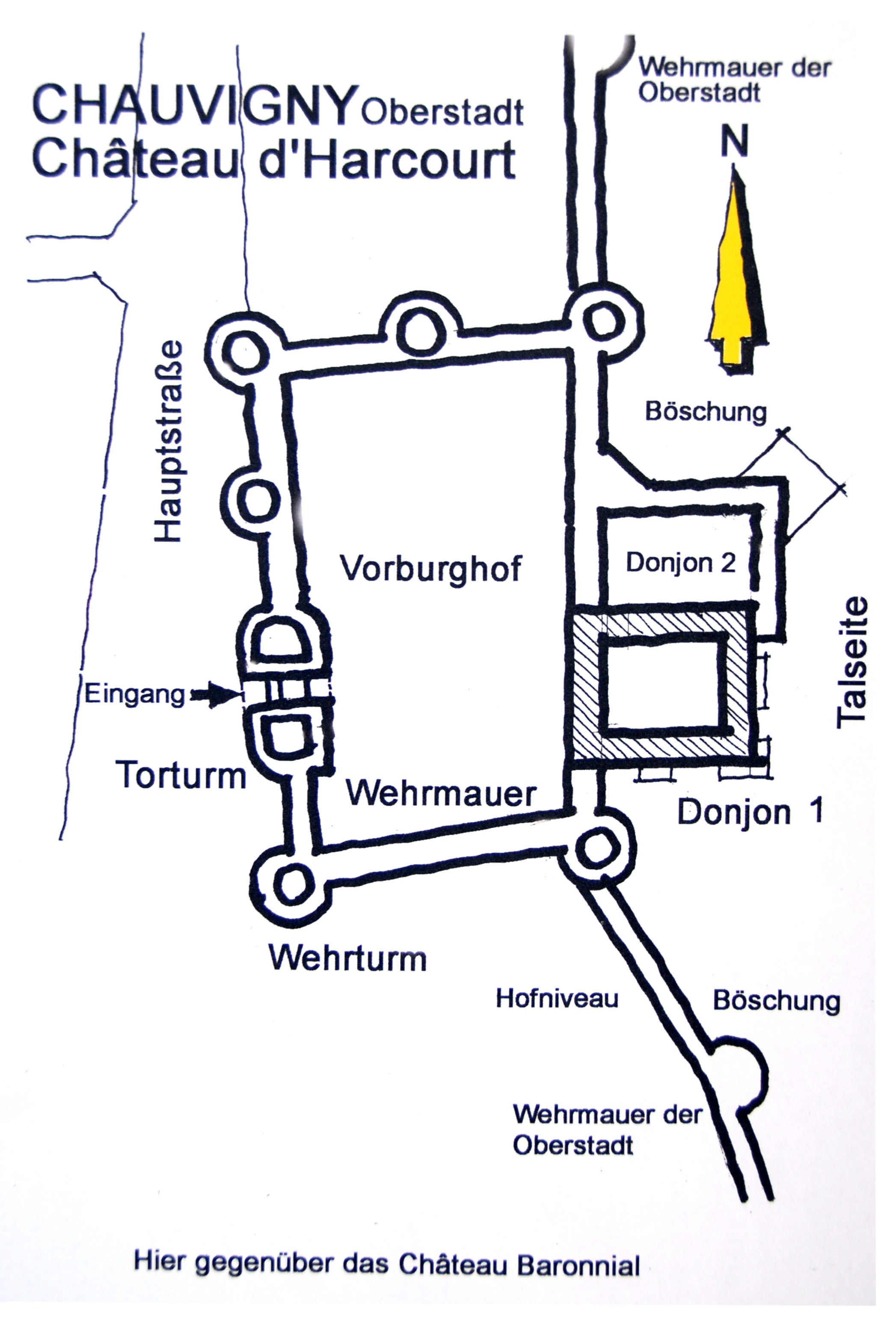
Château d’Harcourt, Grundriss

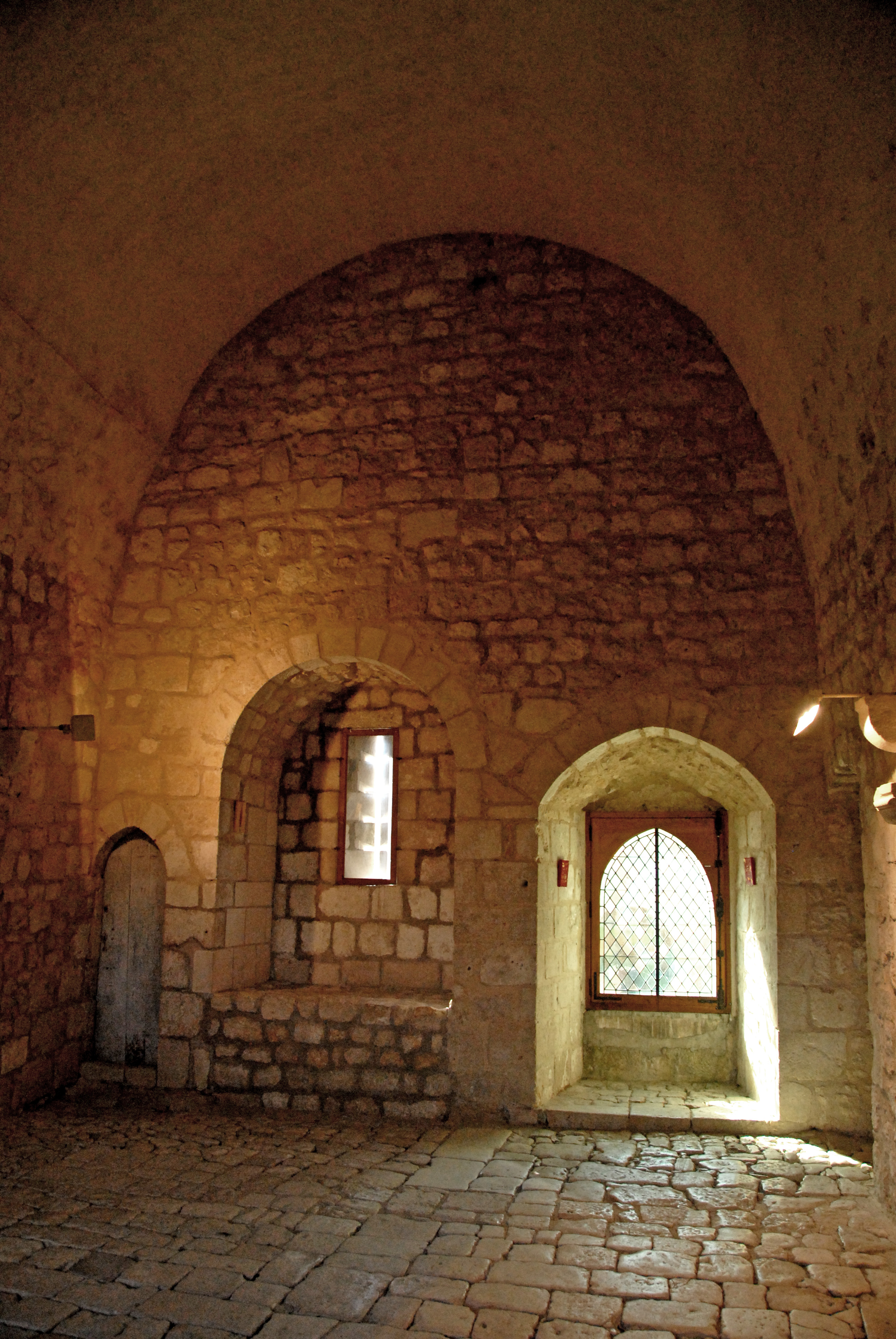
Château d’Harcourt, Saal mit Tonnengewölbe

An den Ecken der Vorburg und auch noch dazwischen sind im Grundriss zylindrische Türme angeordnet, mit knapp 4 Metern Durchmesser. Die darin angelegten Schießscharten weisen sie als aktive Verteidigungselemente der Burg aus. Durch das Hervorragen der Türme aus den Wänden, etwa zur Hälfte ihres Durchmessers, ergibt sich für die im Verteidigungsfall darin ausharrenden Schützen ein weitwinkliges Schussfeld. Das Zugangstor wird von einer Art Doppelturm flankiert, das mit Falltor und Fallgatter gesichert werden konnte. Zwischen den Türmen sind in den Mauern innenseitig Nischen angeordnet, in deren Mitte wiederum Schießscharten ausgespart sind, von denen je zwei Schützen ihre Waffen gleichzeitig bedienen konnten.
Der Donjon besteht aus zwei Türmen, von denen nur der südliche hoch aufragt, ab Hofniveau drei wegen der Kuppelgewölbe sehr hohen Geschosse, plus Dachaufbauten. Er ist außen vollständig vor der Wehrmauer der Oberstadt und der Vorburg errichtet und reicht von dort aus weit hinunter auf die deutlich tiefer liegende Felsböschung. Die Mauern sind verstärkt durch großzügige, rechtwinklige Wandvorlagen, die nach unten hin in ihrer Dicke zunehmen.
Im untersten Geschoss des Südturms diente ein Gewölbekeller bis in das 19. Jahrhundert hinein als Gefängnis. Die Außentür der Zelle hatte einen eigentümlichen Mechanismus. Sie konnte geringfügig offen stehen, hinderte aber die Insassen durch einen Riegel an der Flucht.

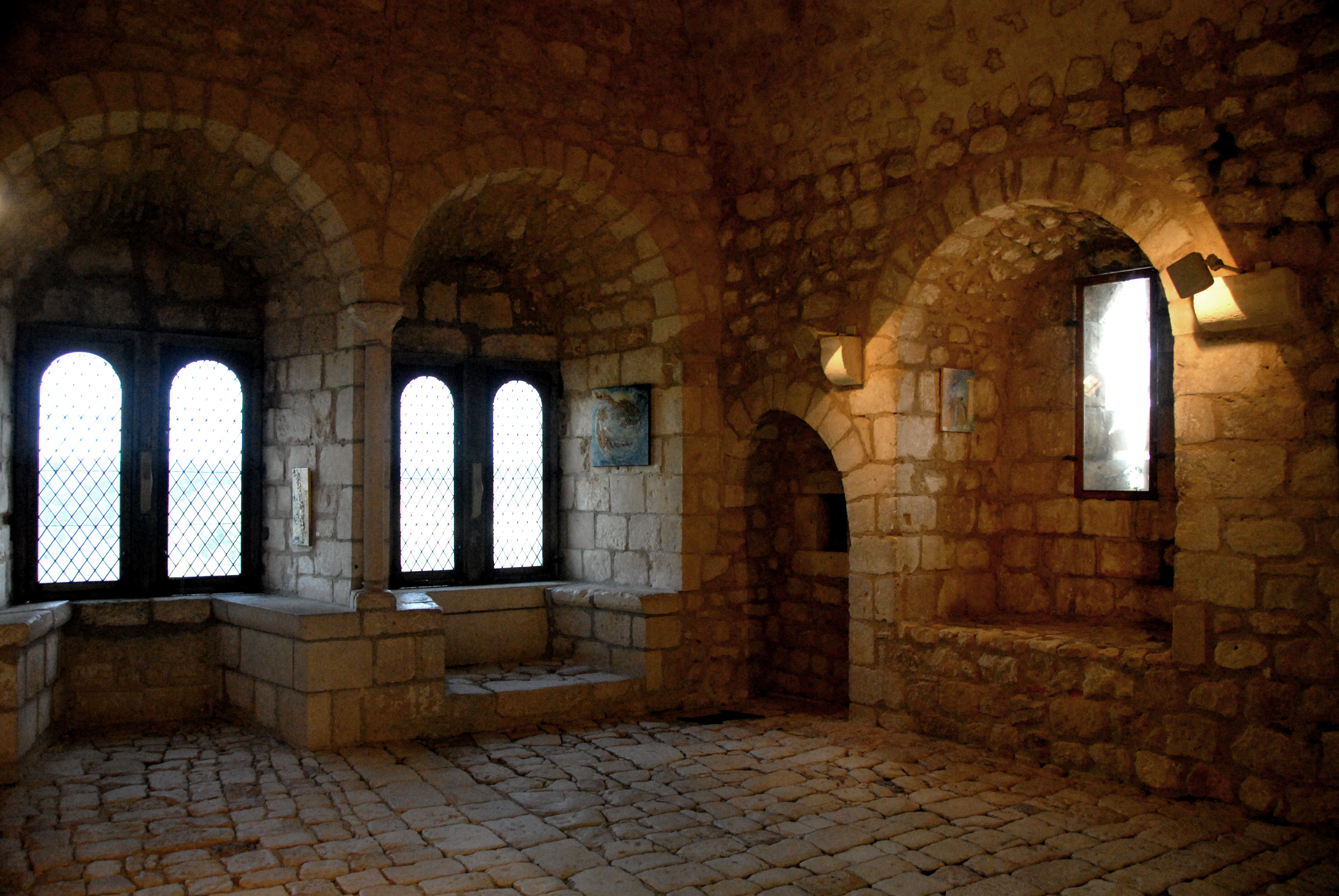
Château d’Harcourt, Fenster im Saal

Das Innere des Donjons (Südturm) erreicht man heute über die Treppe im Nordflügel durch eine Tür im ersten Obergeschoss. Der ganze Grundriss wird durch einen Saal eingenommen, mit einem Tonnengewölbe überdeckt, in mittelalterlichem Ambiente. Der große Raum diente zum Wohnen und zum Aufenthalt der Wache. Auf drei Raumseiten gibt es Fenster, die reichlich Tageslicht einfallen lassen. An den Giebelwänden sind größere Nischen mit Rundbögen überdeckt, und jeweils 2 schmalen Fensteröffnungen. An den Leibungen der Nischen gibt es auf beiden Seiten Sitzbänke, die bekanntermaßen zum Ausdruck „Fensterbänke“ geführt haben.
Eine kleine Tür führt zu einer Treppe, die die Wohn- und Aufenthaltsräume der oberen Geschosse erschließt. Die oberen Partien des Nordturms sind im 16. Jahrhundert umgestaltet worden.
Der Donjon (Südturm) ist mit einem steilen Satteldach überdeckt, das von den Giebelwänden der Ost- und Westseite deutlich überragt wird.
Der im Laufe der Zeiten stark veränderte Nordturm ist, ab dem Hofniveau, nur zwei Geschosse hoch. Sein Unterbau reicht aber, ebenso wie beim Südturm, vor der senkrechten Felswand hinunter bis auf die massive Felsböschung. Auch hier findet man nach unten zunehmende Pfeilervorlagen und Abstützungen der Gebäudeecken. In den Räumen der beiden oberen Geschosse werden heute Wechselausstellungen bildender Kunst präsentiert.
Galerie Château d’Harcourt

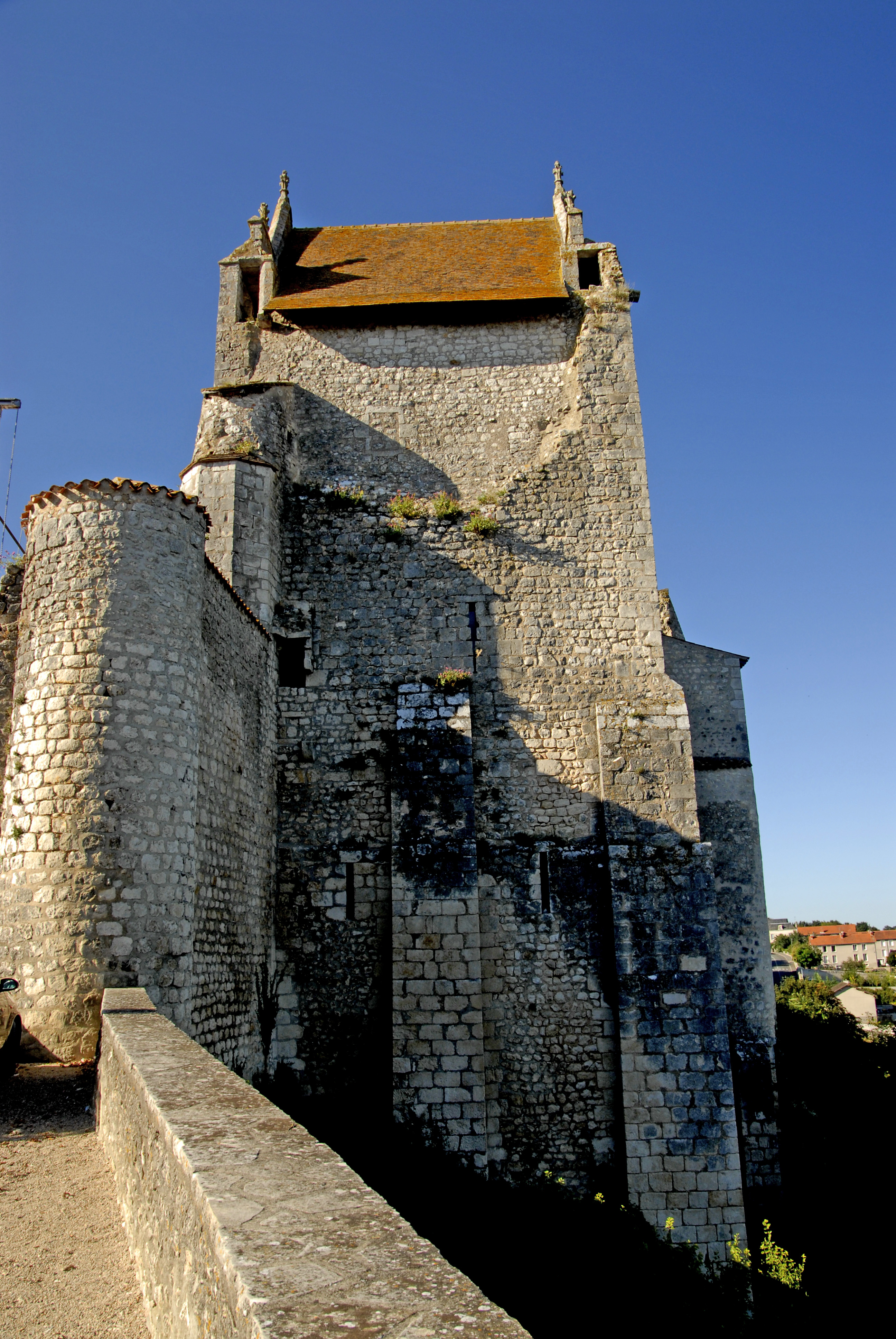
Donjon, außerhalb der Wehrmauer
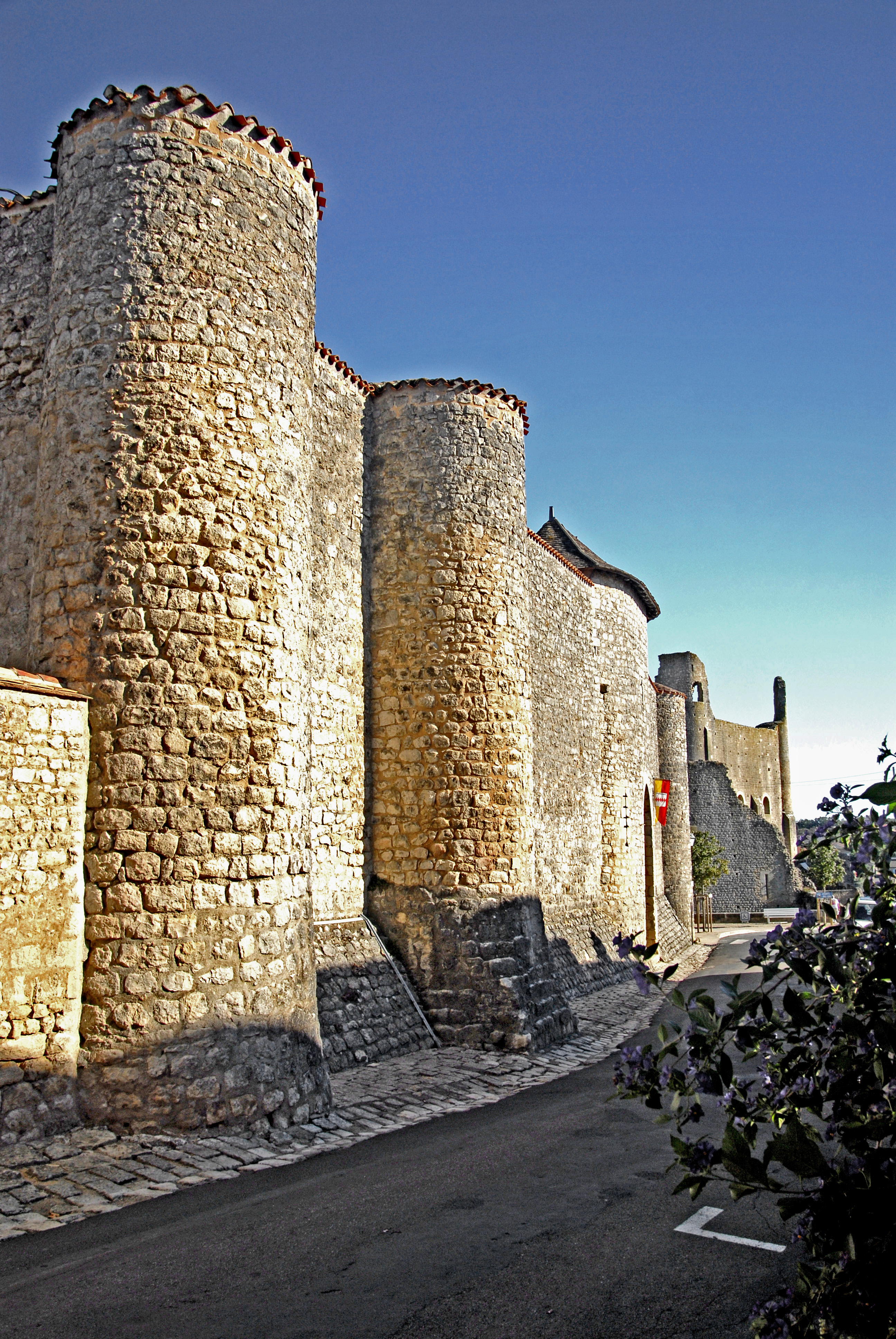
Straßenseite
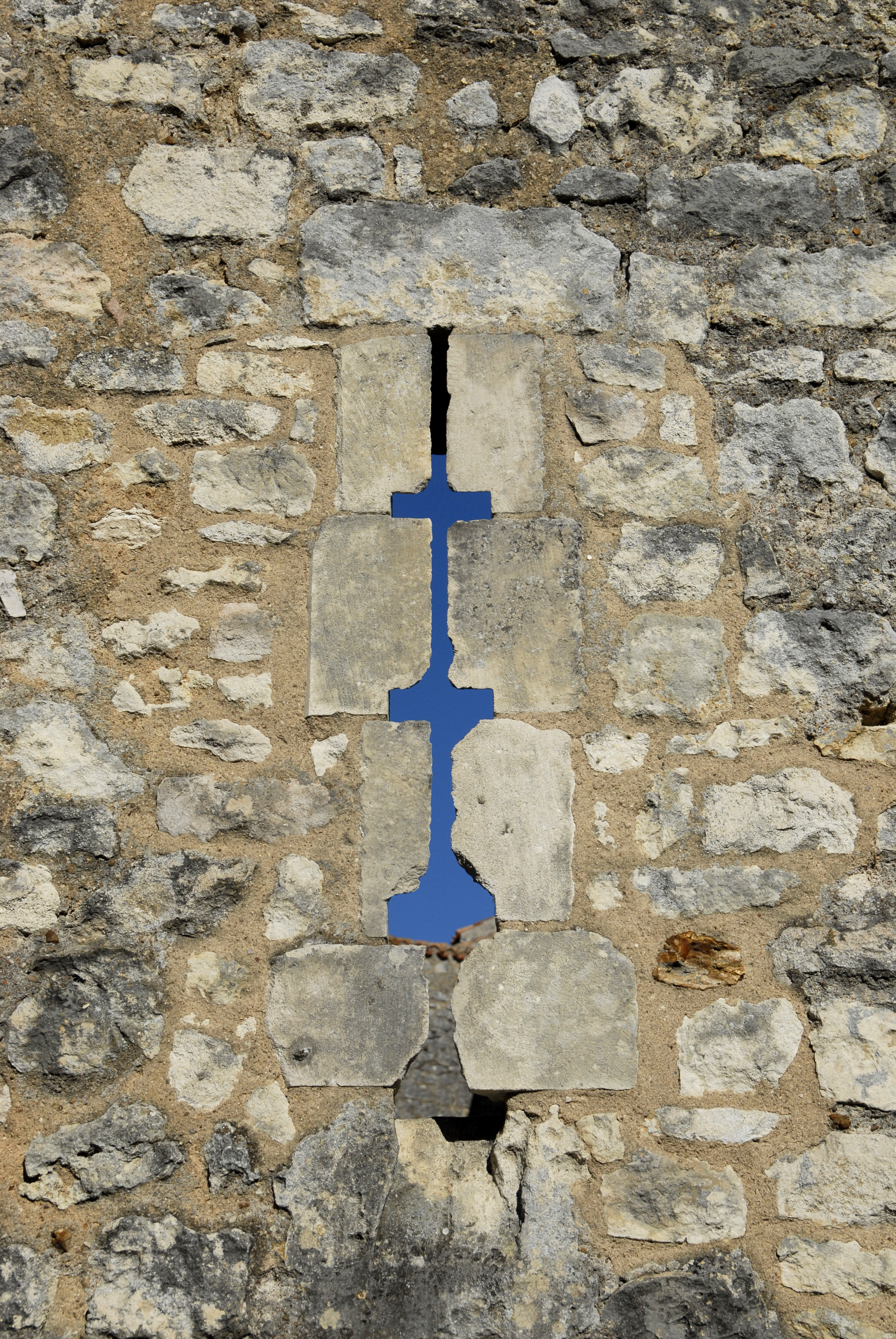
Schießscharte
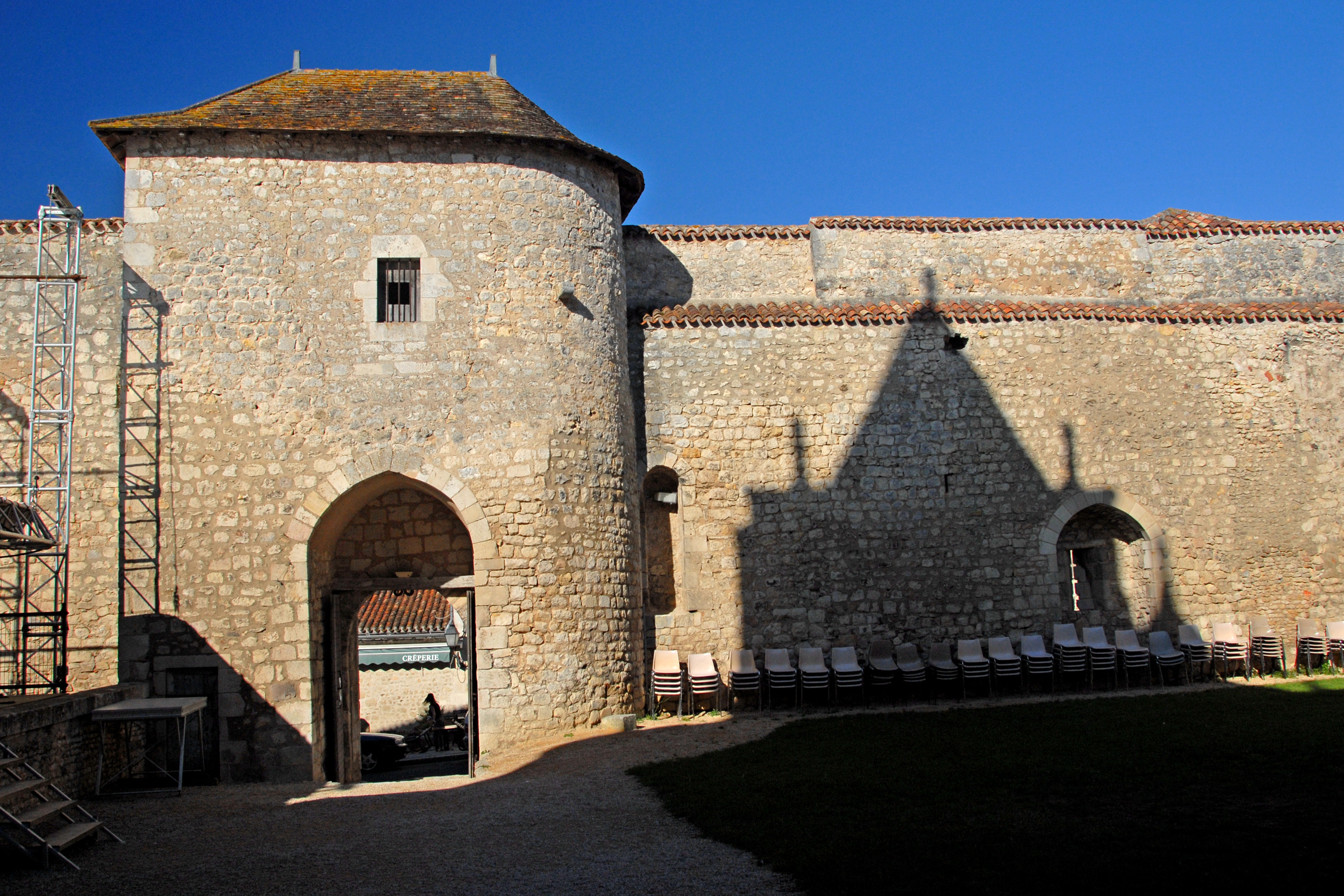
Portalturm, Hofseite

Diese, wie alle weiteren Burgen und die Kirche Saint Pierre reihen sich beidseitig der nach Norden leicht ansteigenden „Hauptstraße“ in mehr oder minder großen Abständen auf.

### Château de Montléon

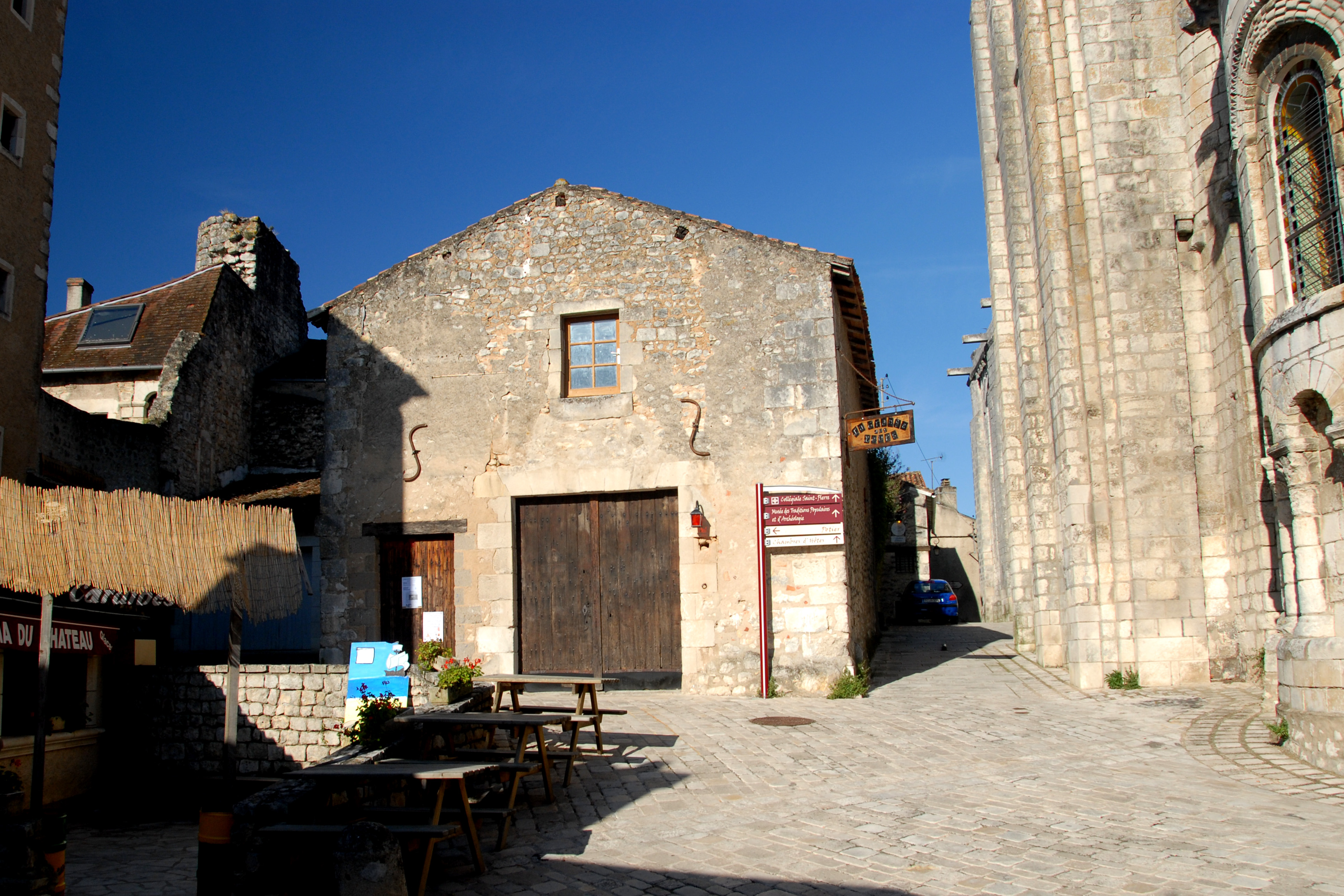
Château de Montléon, ehemaliger Donjon, heute Garage, rechts Saint-Pierre

Wenig später bergan zur Linken: die spärlichen Überreste des „Château Montleon“, innerhalb einer wesentlich jüngeren Bebauung, die ein ehemaliges Château zumindest von außerhalb nicht erahnen lassen.
Die Errichtung des Donjons erfolgte vermutlich im 13. Jahrhundert. Er war rechteckig und hatte kreisbogenförmig gerundete Pfeilervorlagen, ähnlich denen des Donjons von Gouzon (2. Bauabschnitt). Neben dem Donjon gab es einen im Grundriss trapezförmigen Turm neuerer Bauart, den Tour de Oger. Die Außenwand auf der Westseite des Châteaus, längs der Rue des Rampes, stellt einen noch gut erhaltenen Abschnitt der mittelalterlichen Bausubstanz dar, trotz der Fensterdurchbrüche moderner Art.
Gegen 1295 übertrug Guy II. de Montléon das Schloss an Gauthier de Bruges, Bischof von Poitiers und Herr von Chauvigny. Die Familie de Montéon war eine Zeit lang mit der Baronie von Montmorillon betitelt, außerdem war sie Eigentümerin des Château de Touffon in Bonnes. Bis zum Ende des Mittelalters konnte das Château de Montléon in dem guten Zustand erhalten werden, die seine neuen Eigentümer vorfanden. Anfang des 16. Jahrhunderts begann der Verfall der alten Bauwerke.

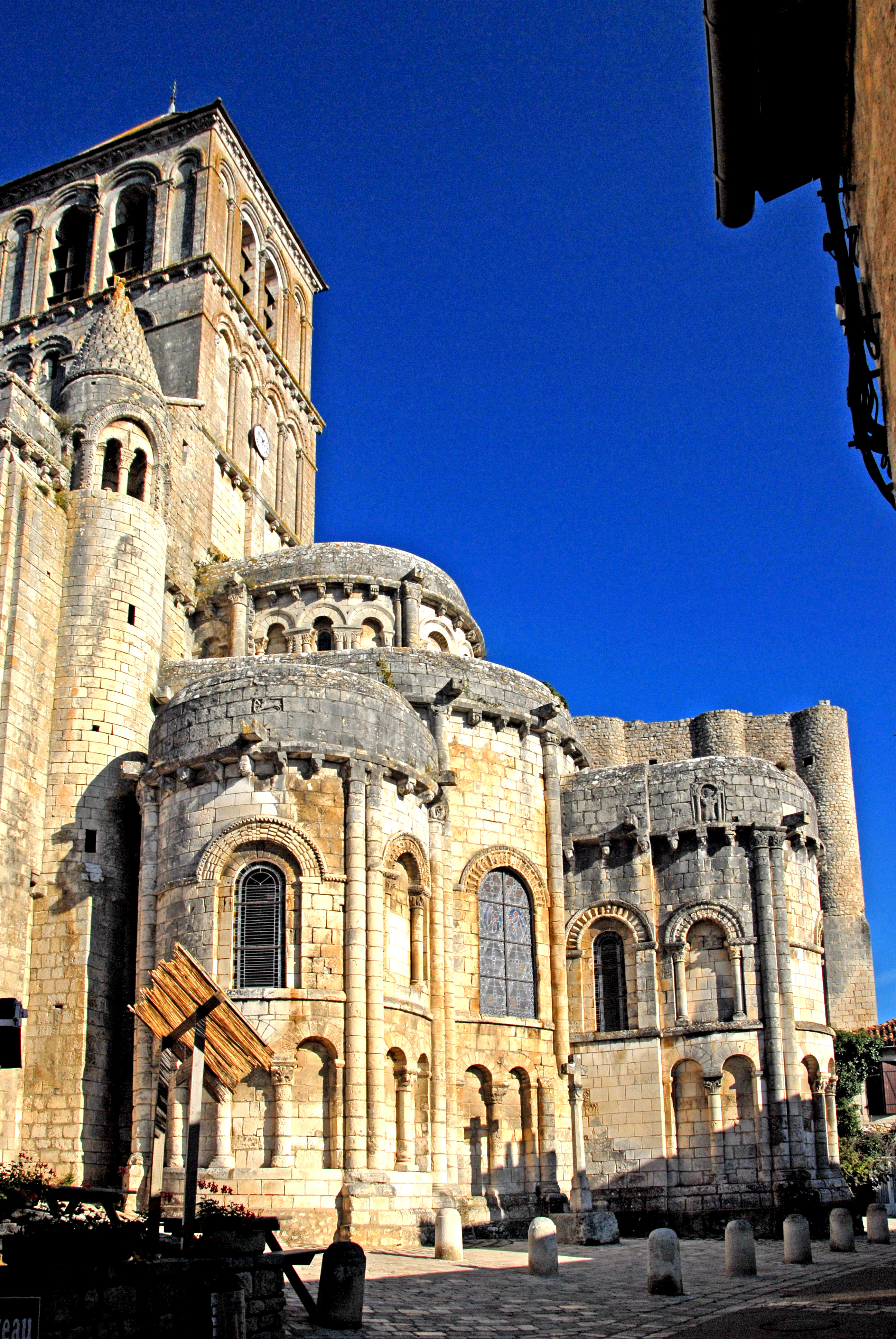
Saint-Pierre, Chorhaupt

### Saint Pierre
Siehe Hauptartikel: St-Pierre (Chauvigny)

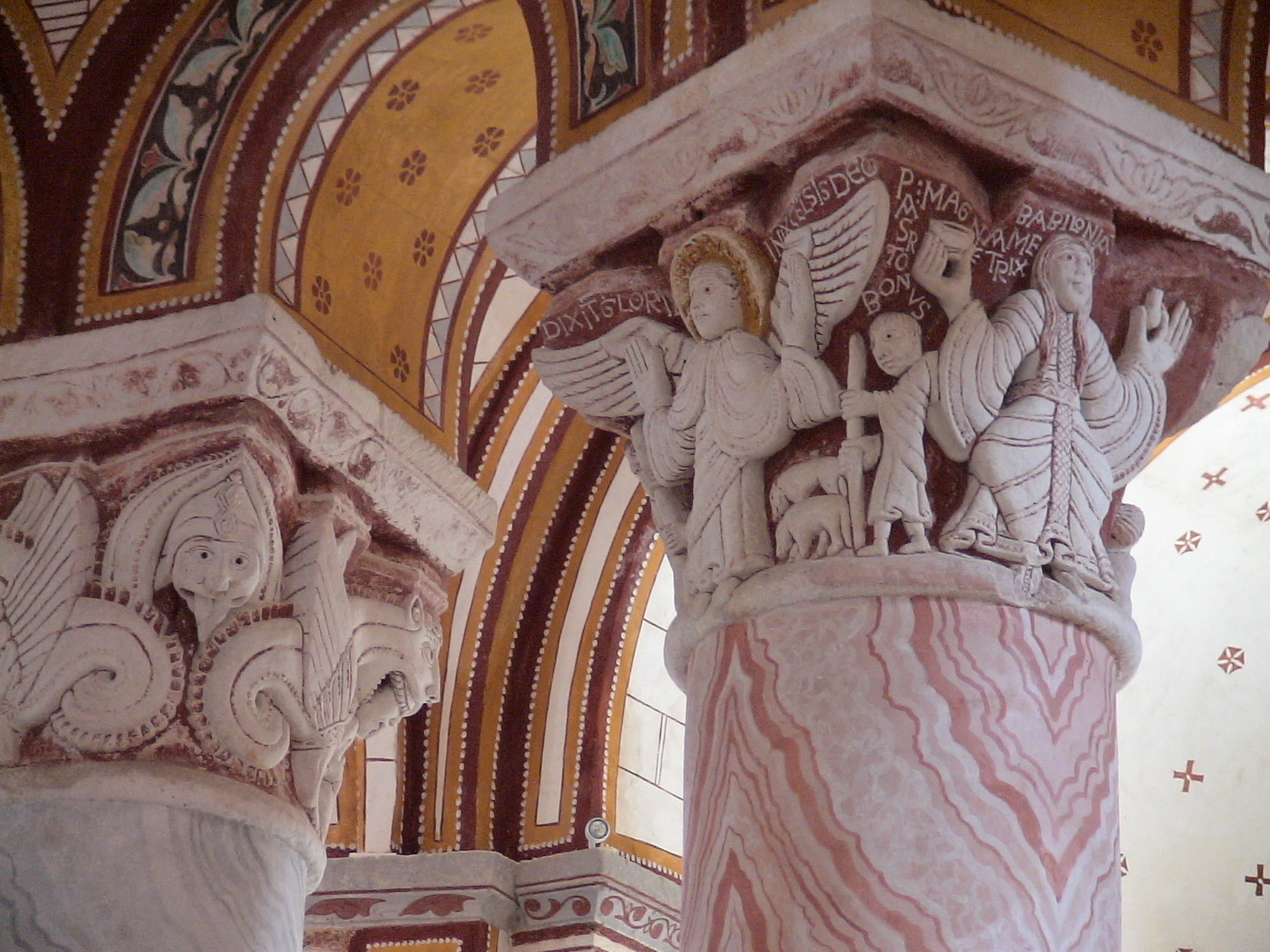
Saint-Pierre, Kapitelle im Chor

Etwa in der Mitte der Längenausdehnung der Oberstadt kommt eine Unterbrechung in der Abfolge der Burgruinen durch die Stiftskirche „Saint Pierre“. Sie ist ein Kleinod der poitevinischen Romanik und damit auch unter den Sehenswürdigkeiten in Chauvigny. „Saint Pierre“ verdankt diese Einschätzung ganz besonders der meisterlichen Skulptur ihrer Kapitelle und deren farbigen Fassung, dem Stil der Romanik nachempfunden, wie auch der Ausmalung des ganzen Innenraumes. Zum Ruhm der Kapitelle hat sicher auch eine der ersten öffentlich sichtbaren Künstlersignaturen im Mittelalter mit einem frechen „GOFRIDUS ME FECIT“ beigetragen, denn nach der Tradition gehörte „Gottfried“ als Steinmetz eher nur zu den niederen Berufsständen.

### Château de Gouzon

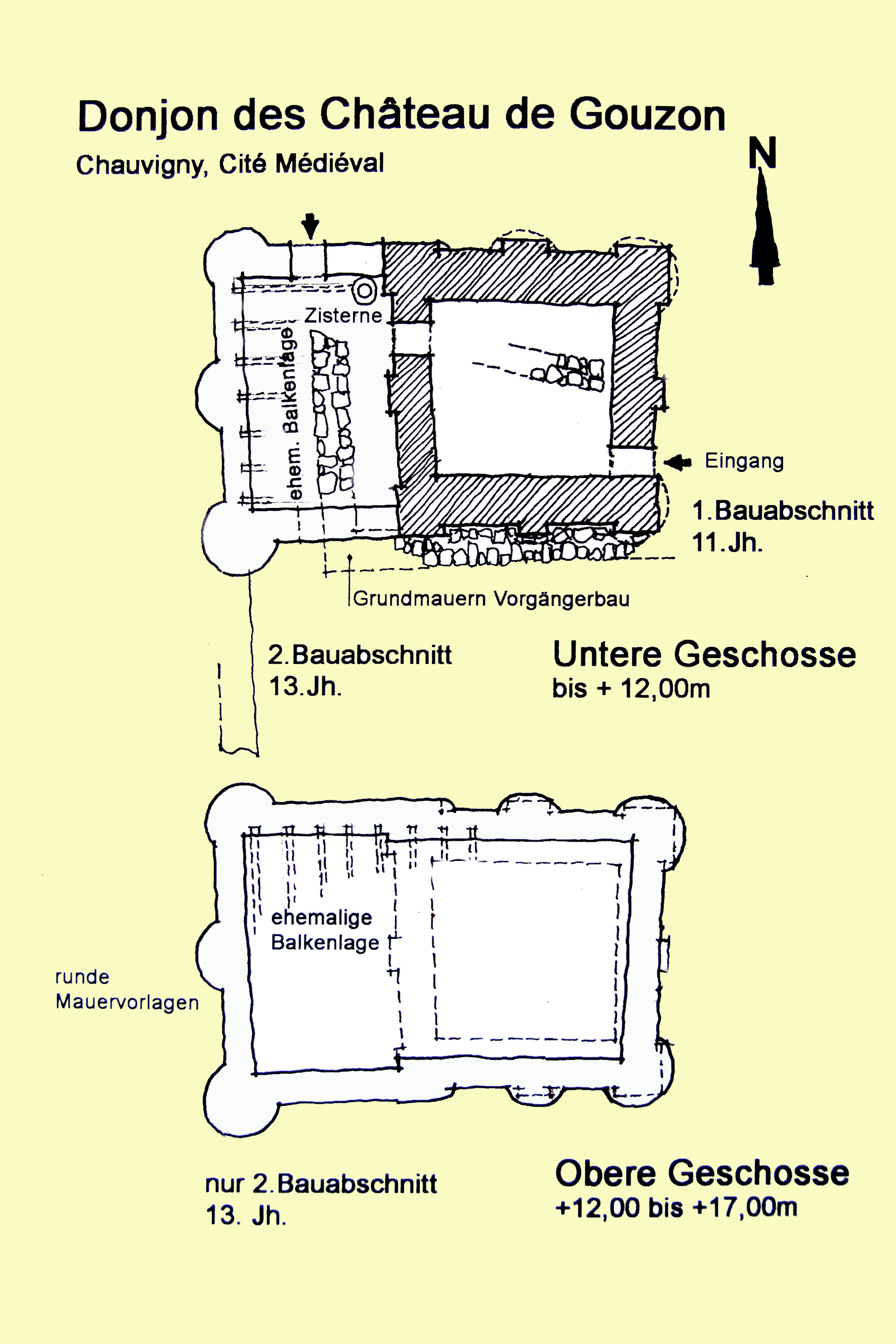
Château Gouzon, Donjon, Grundrisse

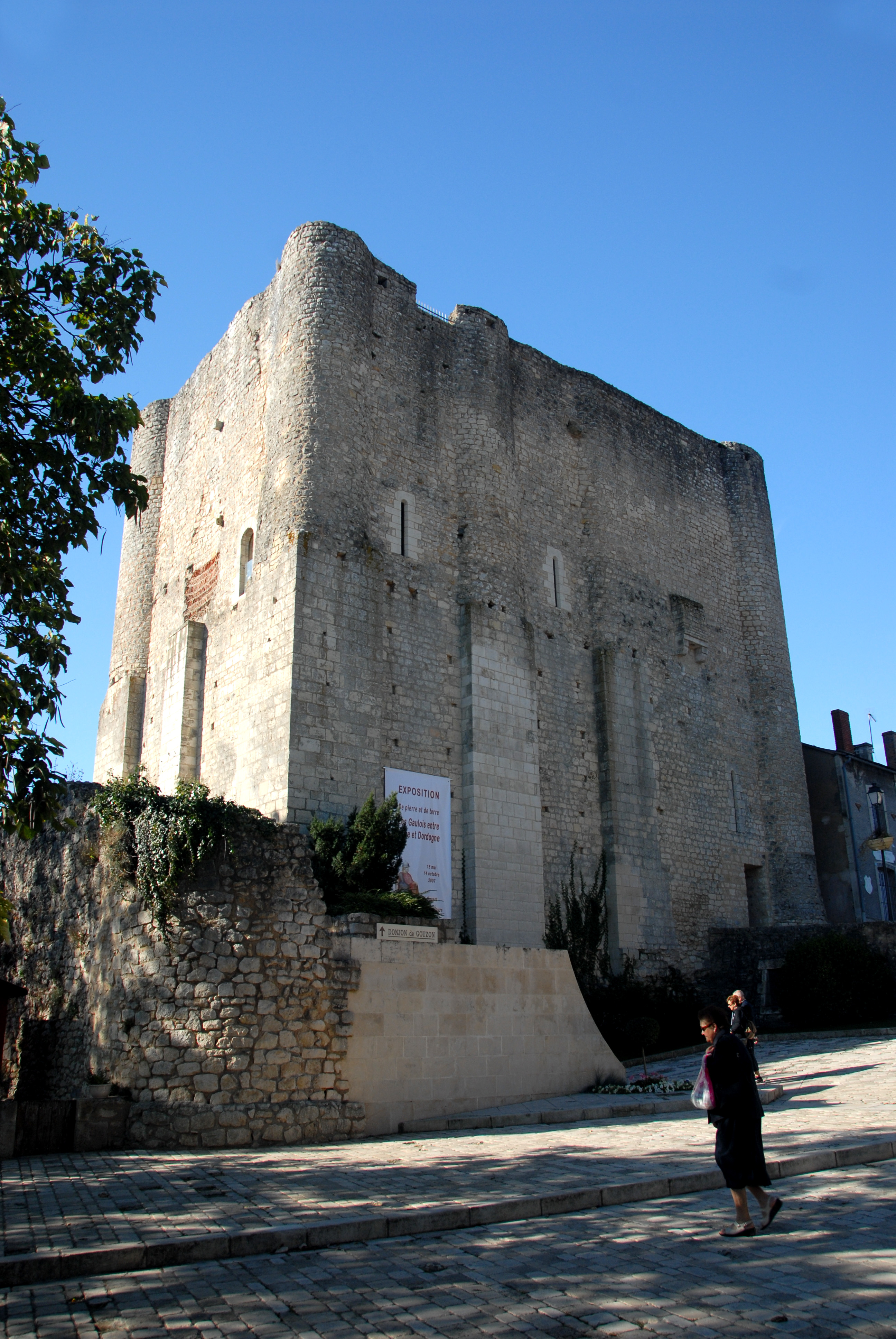
Château de Gouzon, Donjon von N-O, Bauabschnitte

Auf derselben Seite geht es weiter mit dem massiven Donjon, anscheinend einzigem Überrest des ehemaligen Château de Gouzon. Das Château bekam seinen Namen nach einer ehelichen Verbindung der Blanche de Beaumont mit dem Guy de Gouzon, aus dem Hause Bourbon, gegen Ende des 13. Jahrhunderts.
Die Grundmauern eines Vorgängerbauwerks unterhalb des Donjons wurden bei den Renovierungsarbeiten Ende des 20. Jahrhunderts entdeckt und datiert auf 3.500 Jahre vor Beginn unserer Zeitrechnung.
Auf der Nord- und Südseite des Donjons ist deutlich erkennbar, dass er in zwei Bauabschnitten errichtet worden ist: Der erste Abschnitt besteht aus einem Donjon des 12. Jahrhunderts, mit fast quadratischem Grundriss, in den Abmessungen um 12 × 12 Metern (über alles), einer Wanddicke von 2 Metern und in einer Höhe von knapp 12 Metern, über angrenzendem Terrain. Im 13. Jahrhundert wurde dieser Turm, vermutlich von den Herrschaften der de Gouzon, erweitert auf einen Grundriss, im Mittel 13 × 20 Meter groß, und auf ca. 17 Meter in der Höhe. Die neuen Wände sind nur noch ca. 1,30 Meter dick. In den Fassaden auffallend ist der Wechsel der Querschnitte der äußeren Pfeilervorlagen des Mauerwerks, beim ersten Turm eckig und bei der Erweiterung kreisbogenförmig gerundet.

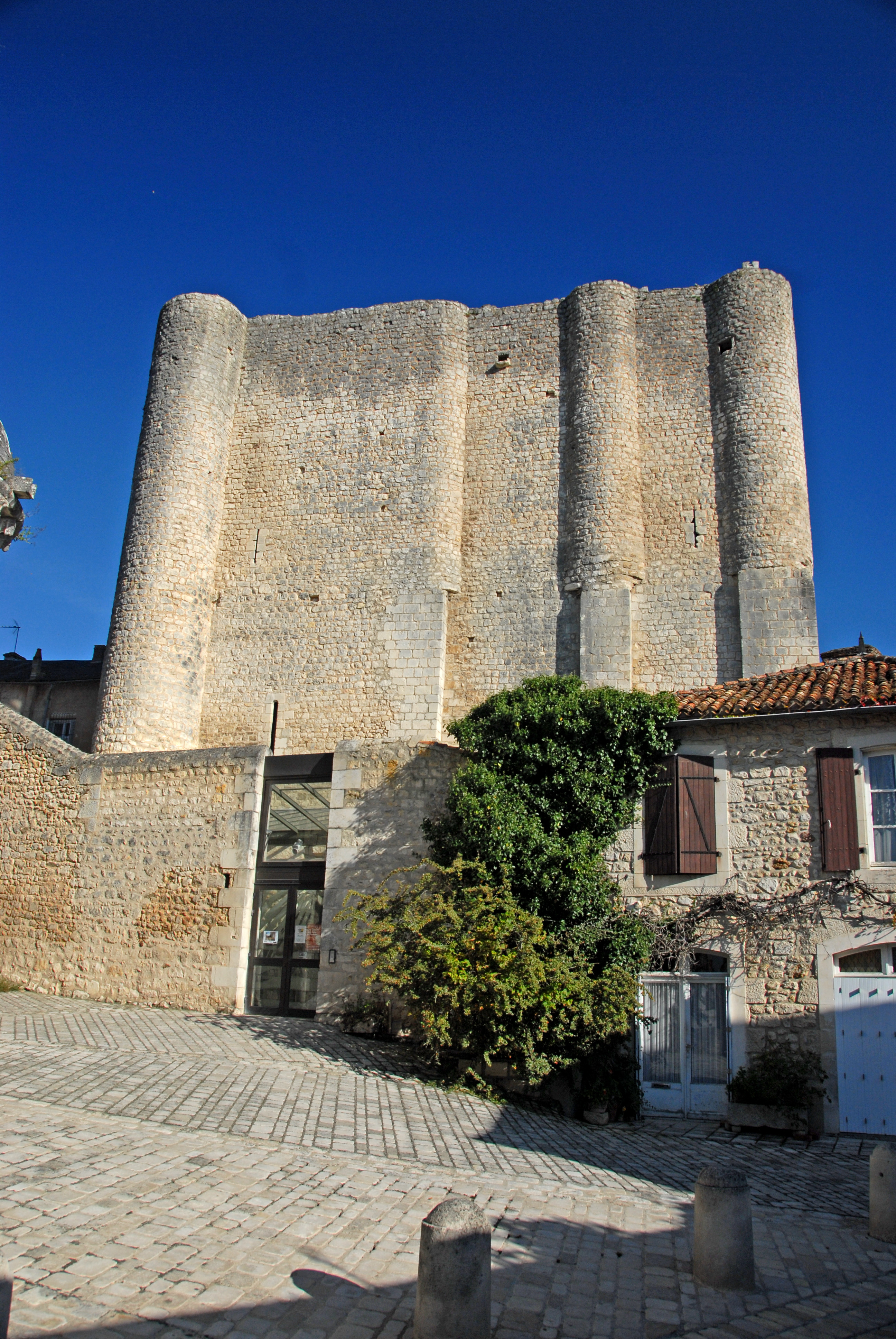
Château de Gouzon, Donjon von Süden

Die runden Pfeilervorlagen, vor allem an den Gebäudeecken, lassen den Donjon deutlich wehrhafter erscheinen, da man zunächst glaubt, er sei von runden begehbaren Türmen umgeben, ausgestattet mit schussbereiten Verteidigern. Die Pfeilervorlagen sind aber aus massivem Mauerwerk und sollen die aufgehenden Mauern zusätzlich stabilisieren.
Der Donjon war in der Höhe mit Holzbalkenlagen in Geschosse unterteilt. Obenauf, aber noch unter den Außenwandkronen verborgen, gab es ein nach allen Seiten geneigtes Dach, dessen „begehbare“ Dachrinnen hinter den Außenwänden über Wanddurchlässe und Wasserspeier nach außen entwässert wurden.
Von den sicher einmal vorhandenen Mauern, Höfen und Gebäuden, die den Donjon im Mittelalter umgeben haben, ist so gut wie nichts übrig geblieben. Die Stützwand entlang der Hauptstraße ist vermutlich ein Teil dieser Vorburg. Auf der talseitigen Ostwand sind oberhalb des 1. Bauabschnitts die Rückseite eines Heizkamins aus Klinkern nebst etlichen Balkenlöchern zu erkennen, was auf ehemalige Anbauten in dieser Höhe schließen lässt.
Um 1350 muss der Kauf des Château de Gouzon durch die Bischöfe von Poitiers, gleichzeitig Herrschaften von Chauvigny, erfolgt sein.
Für 1687 ist eine Besichtigung der Abgesandten der bischöflichen Verwaltung von Poitiers belegt, in der das Château de Gouzon im Ganzen zur Ruine erklärt wurde.
1889 wurden von staatlichen Stellen die Überreste des Châteaus als „Monument historique“ klassifiziert. In den 1990er-Jahren wickelte man ein umfangreiches und mehrjähriges Restaurierungsprogramm ab.

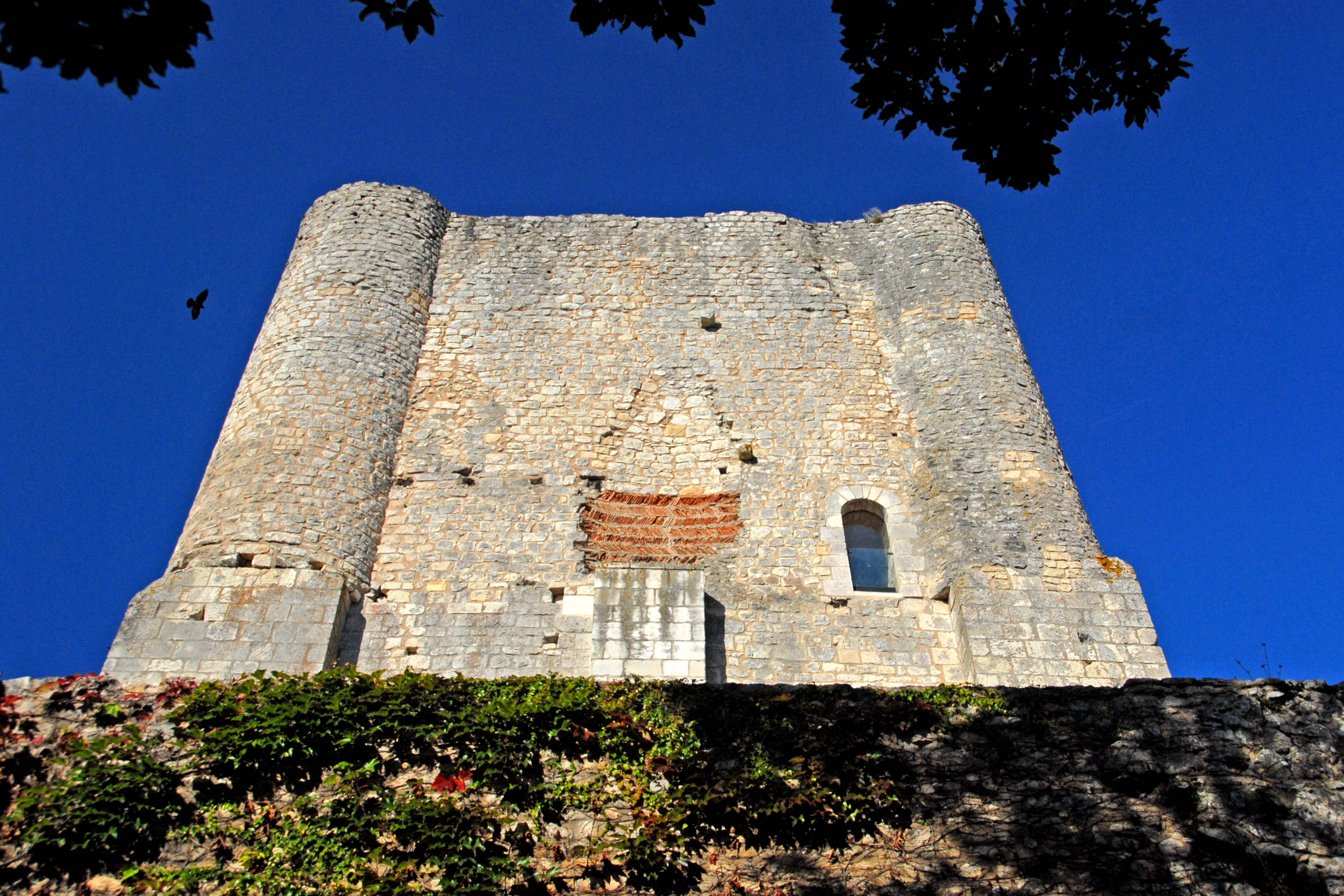
Château de Gouzon, Donjon von Osten, ehemaliger Kamin

Heute gibt es im und teilweise neben dem Donjon ein Museum, mit einer Dauerausstellung zum Thema „Industrielle Archäologie“, ergänzt durch Wechselausstellungen zu historischen Themen, wie z. B. über die Kelten. Der Donjon erhielt eine neue Höhenaufteilung mit Stahlbetondecken, in vier oberirdische Geschosse, davon eins in doppelter Höhe, plus einem Kellergeschoss. Dabei wurden die Löcher in den Wänden, in denen die alten Balkenlagen und der Dachstuhl aufgelagert waren, sichtbar belassen. Die Geschosse und das begehbare Dach werden durch einen modernen runden Aufzugschacht aus glänzend poliertem Metall erreicht, der spiralförmig von der Geschosstreppe umschlossen wird. Das Ganze kann man als architektonisches Kunstwerk klassifizieren.
Vergessen darf man nicht den großen Ausstellungsraum südlich neben dem Donjon, der gänzlich von einer Stahl-Glaskonstruktion überdacht ist. Darin steht eine Dampfmaschine, die zur Demonstration langsam elektrisch angetrieben wird. Hier kann man auch die Grundmauer des Vorgängerbauwerks des Donjons einsehen.
Galerie Château de Gouzon

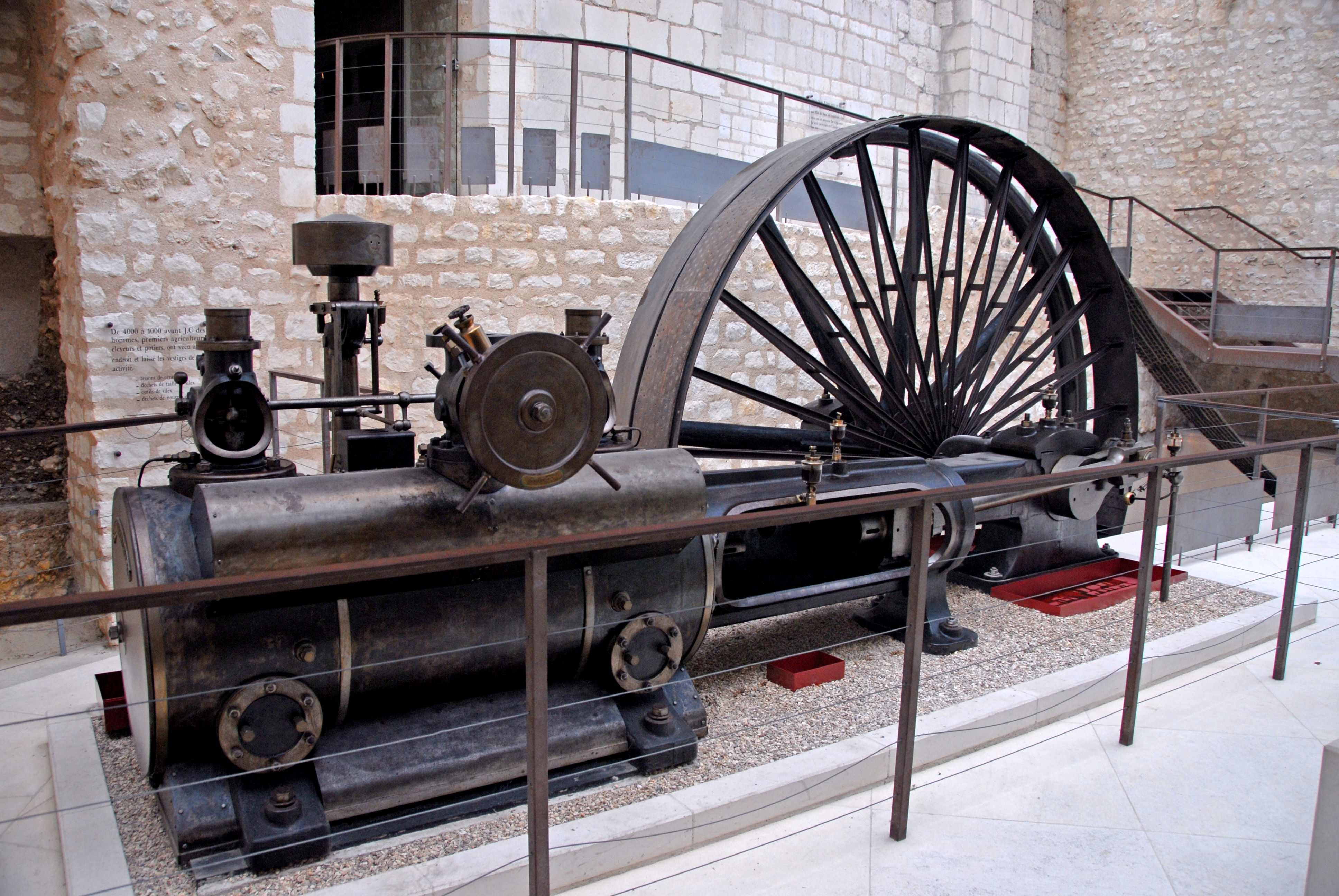
Museum, Dampfmaschine
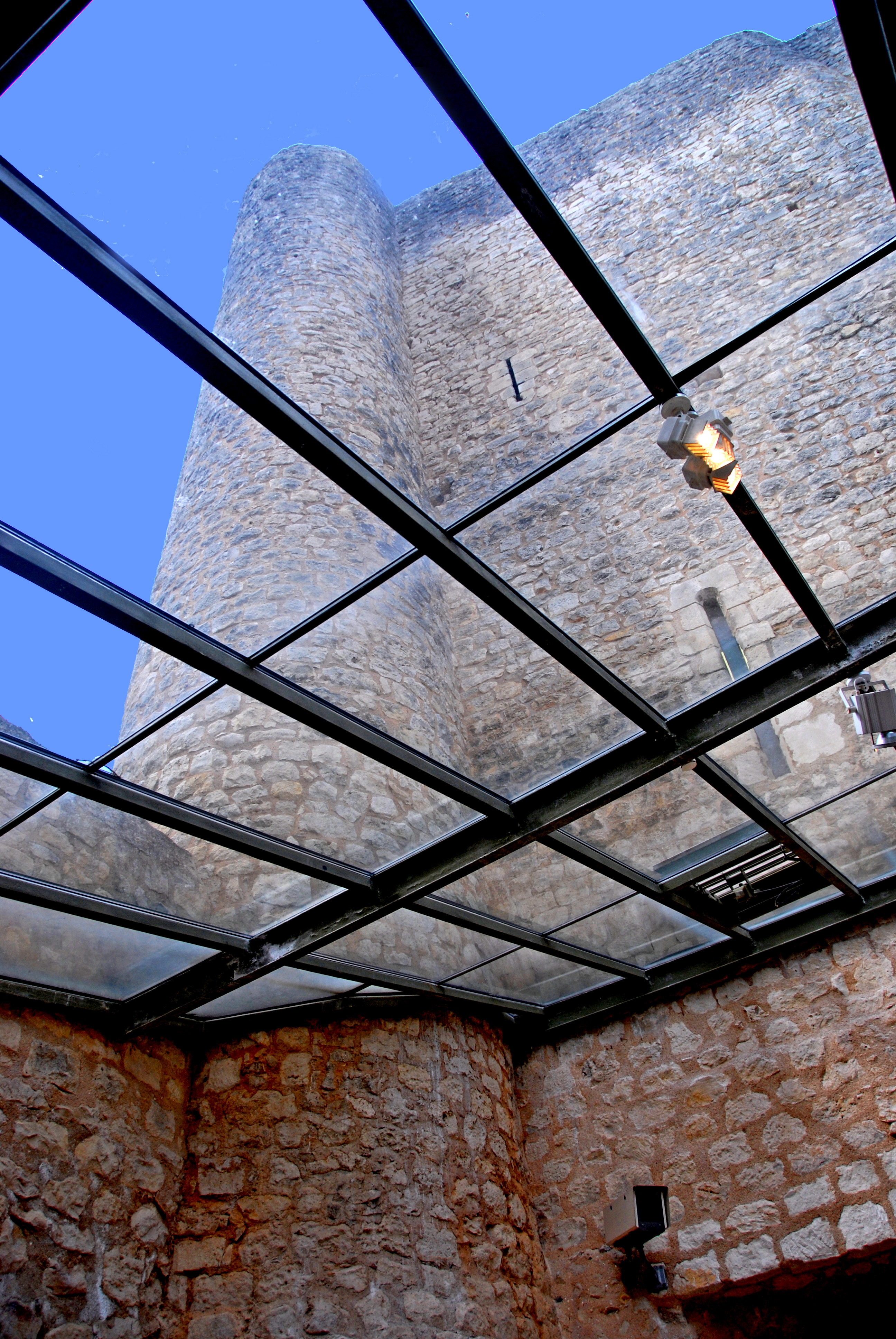
Museum, Glasdach
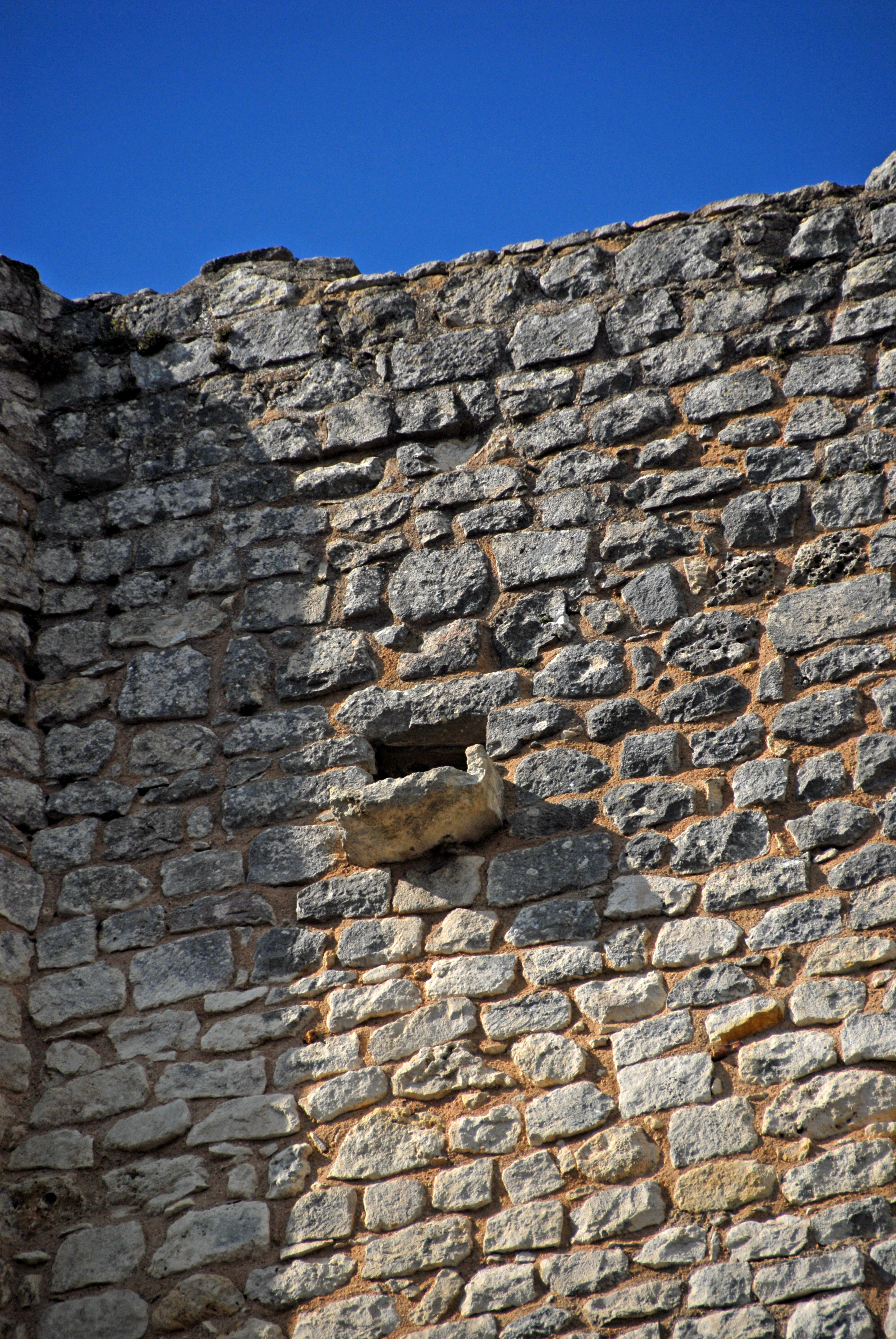
Wasserspeier
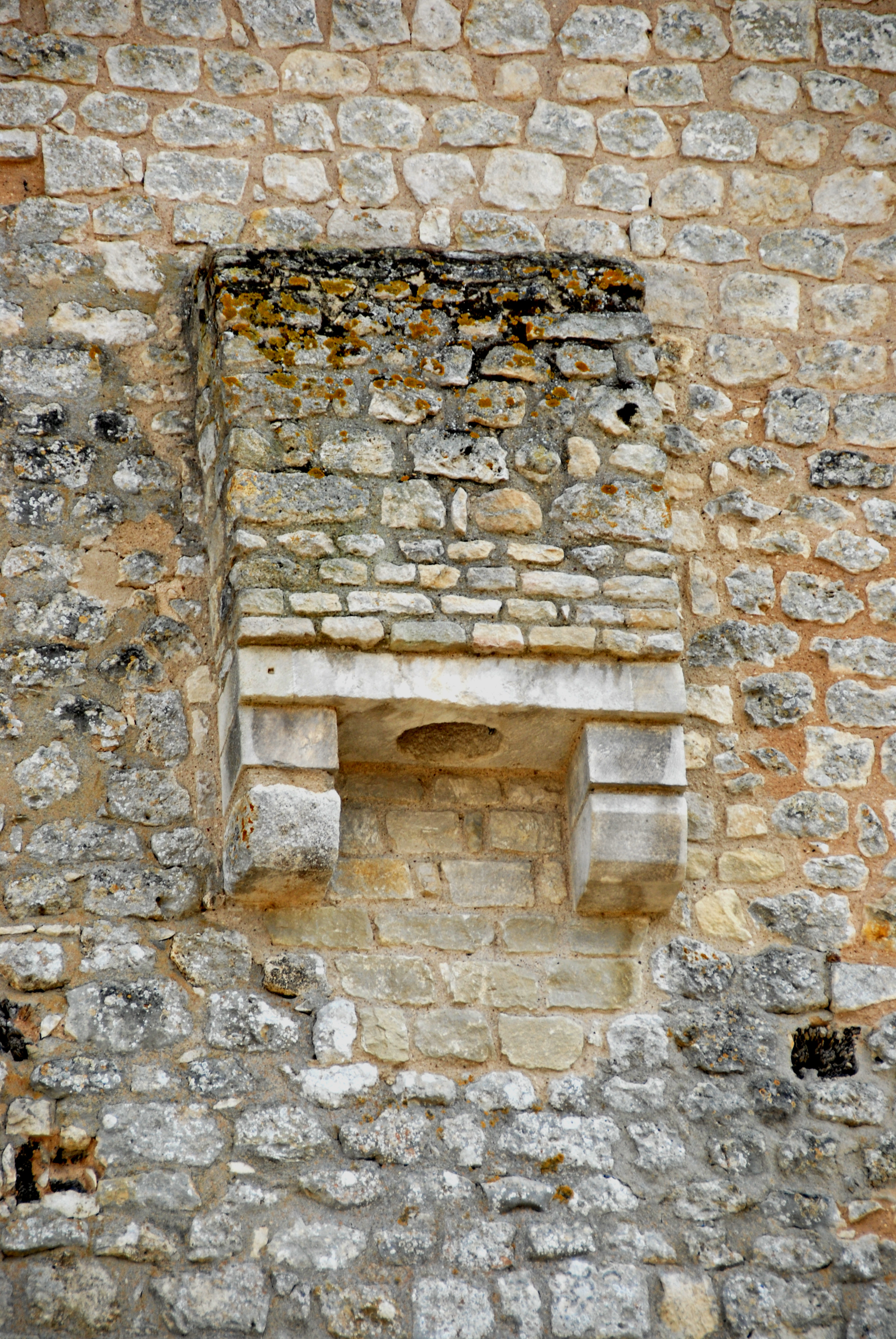
Latrine

### Tour de Flins

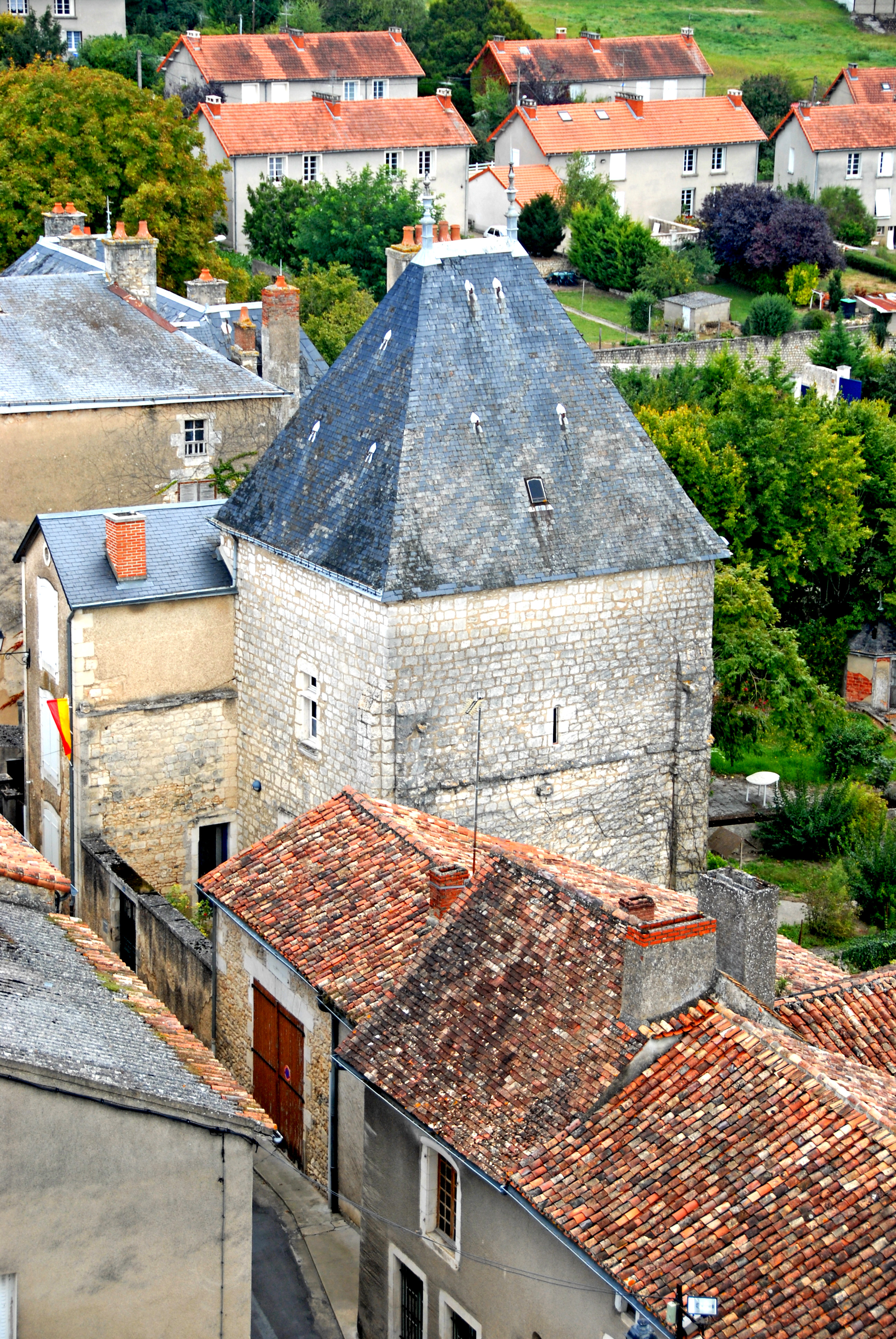
Tour de Flins, vom Donjon de Gouzon aus, an der Hauptstraße

Die fünfte und letzte der aufgereihten Burgen ist die „Tour de Flins“, von der Hauptstraße der Oberstadt und innerhalb deren Panoramas vom Talgrund aus zu sehen. Im Verhältnis zu den anderen handelt es sich dabei um einen kleinen Donjon aus dem 12. Jahrhundert, mit rechteckigem Grundriss in den Abmessungen 8,50 × 7,25 m. Er birgt vier Geschosse, inklusive eines Untergeschosses. Die mittelalterlichen Außenmauern weisen an den Gebäudeecken einfache Pfeilervorlagen auf. Im 15. Jahrhundert wurden neue, größere Fenster eingebaut. Die heute privaten Bewohner haben auf der Talseite einen Wintergarten mit großen Glasflächen angebaut. Eingedeckt ist die Tour von einem steilen Walmdach. Ihr Inneres ist von der Öffentlichkeit nicht zu besichtigen.

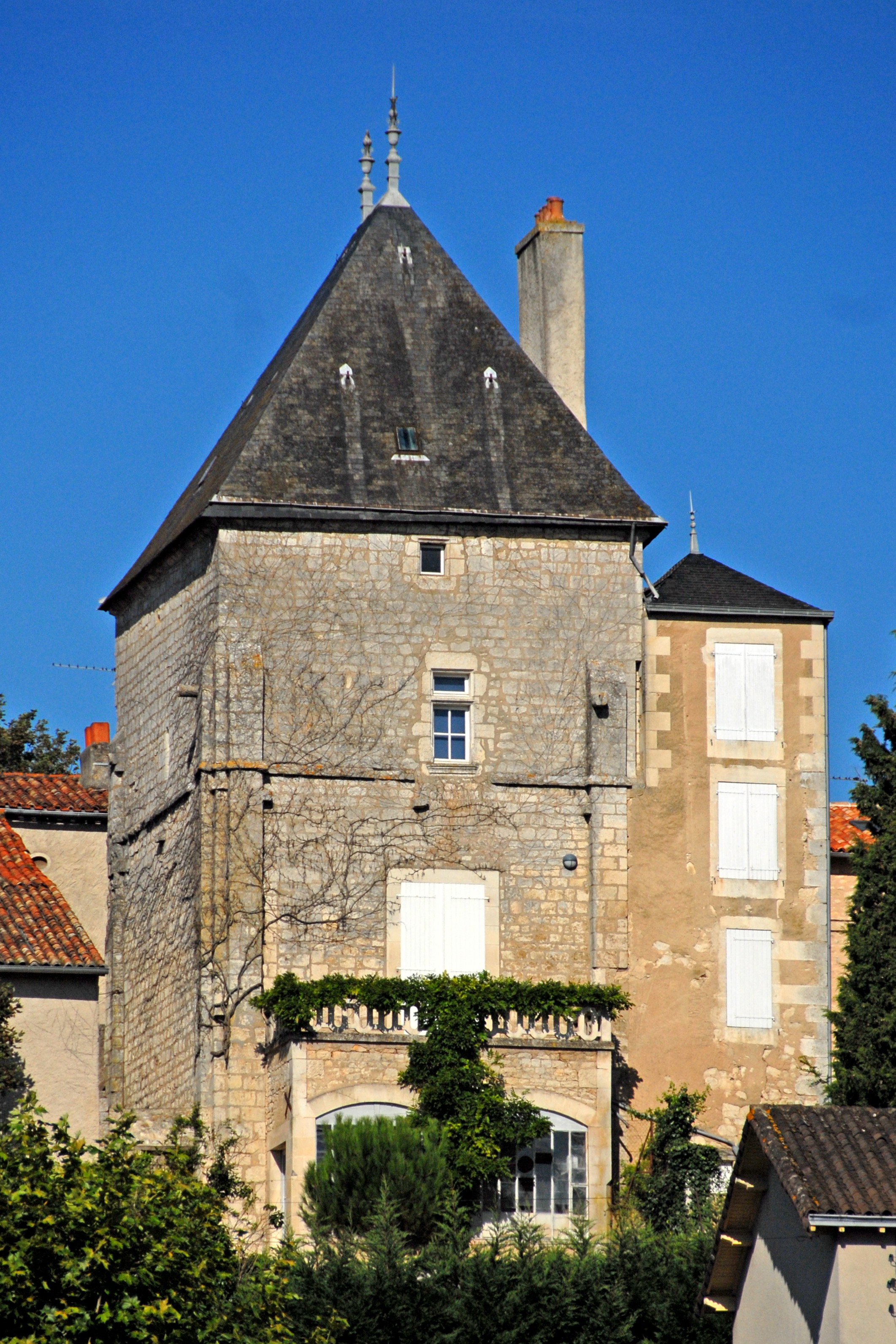
Von Osten, Talseite
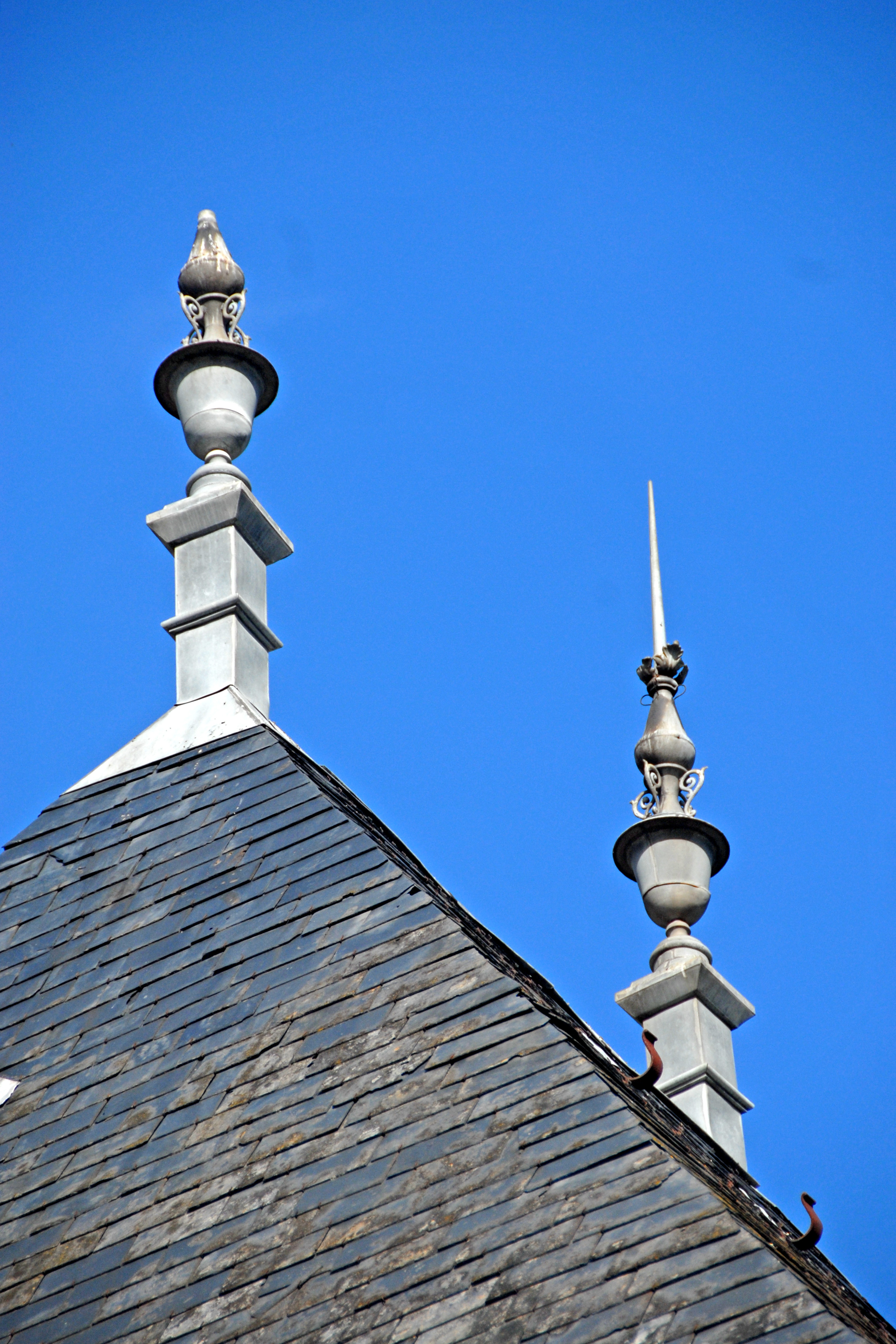
Dachreiter

## Die Unterstadt Chauvigny
Die romanische Pfarrkirche Notre-Dame auf dem Marktplatz der Unterstadt kann keinen Vergleich mit den künstlerischen Qualitäten von Saint-Pierre in der Oberstadt bestehen.

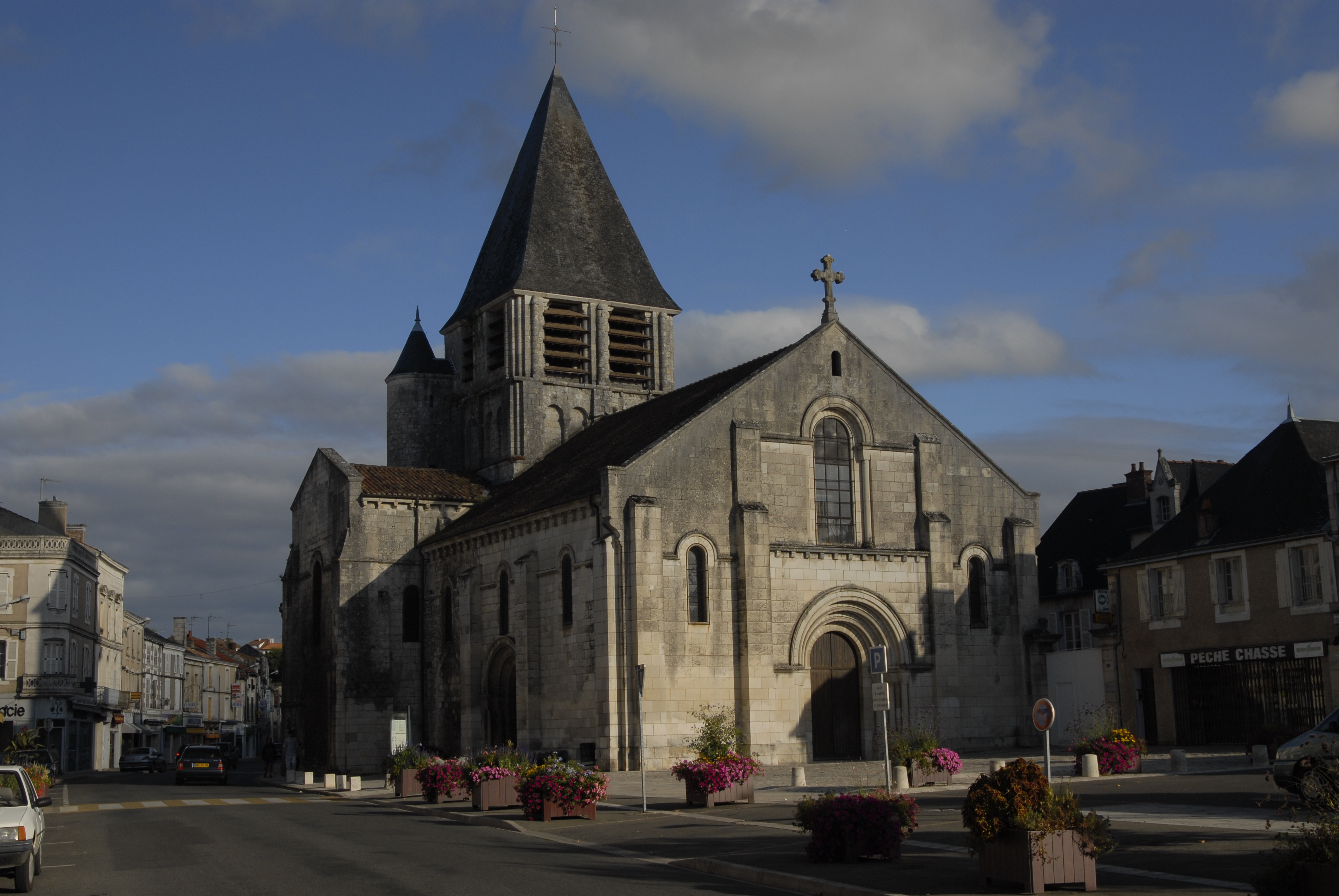
Chauvigny, Unterstadt, Pfarrkirche Notre-Dame, Fassade
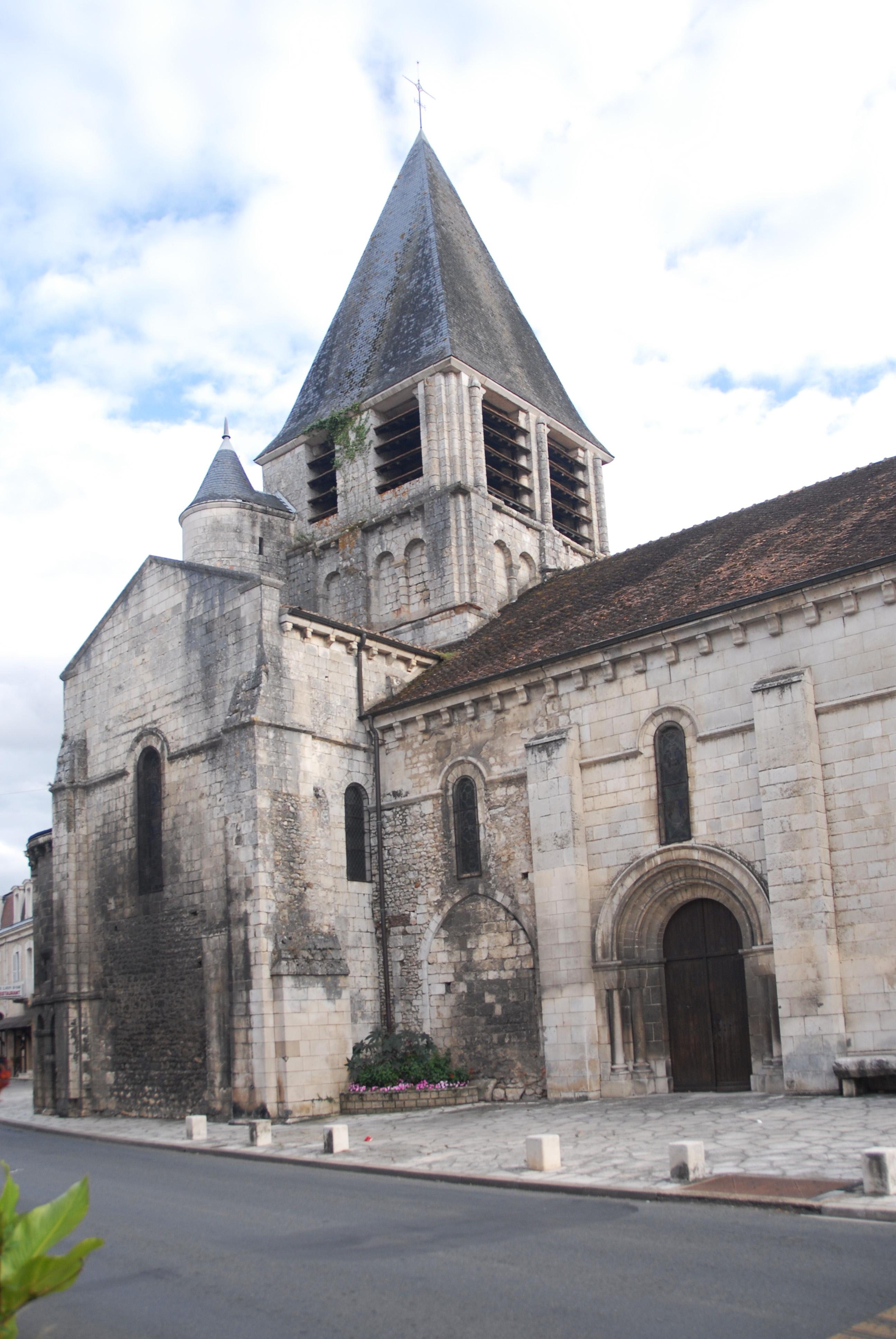
Chauvigny, Pfarrkirche Notre-Dame, von NW
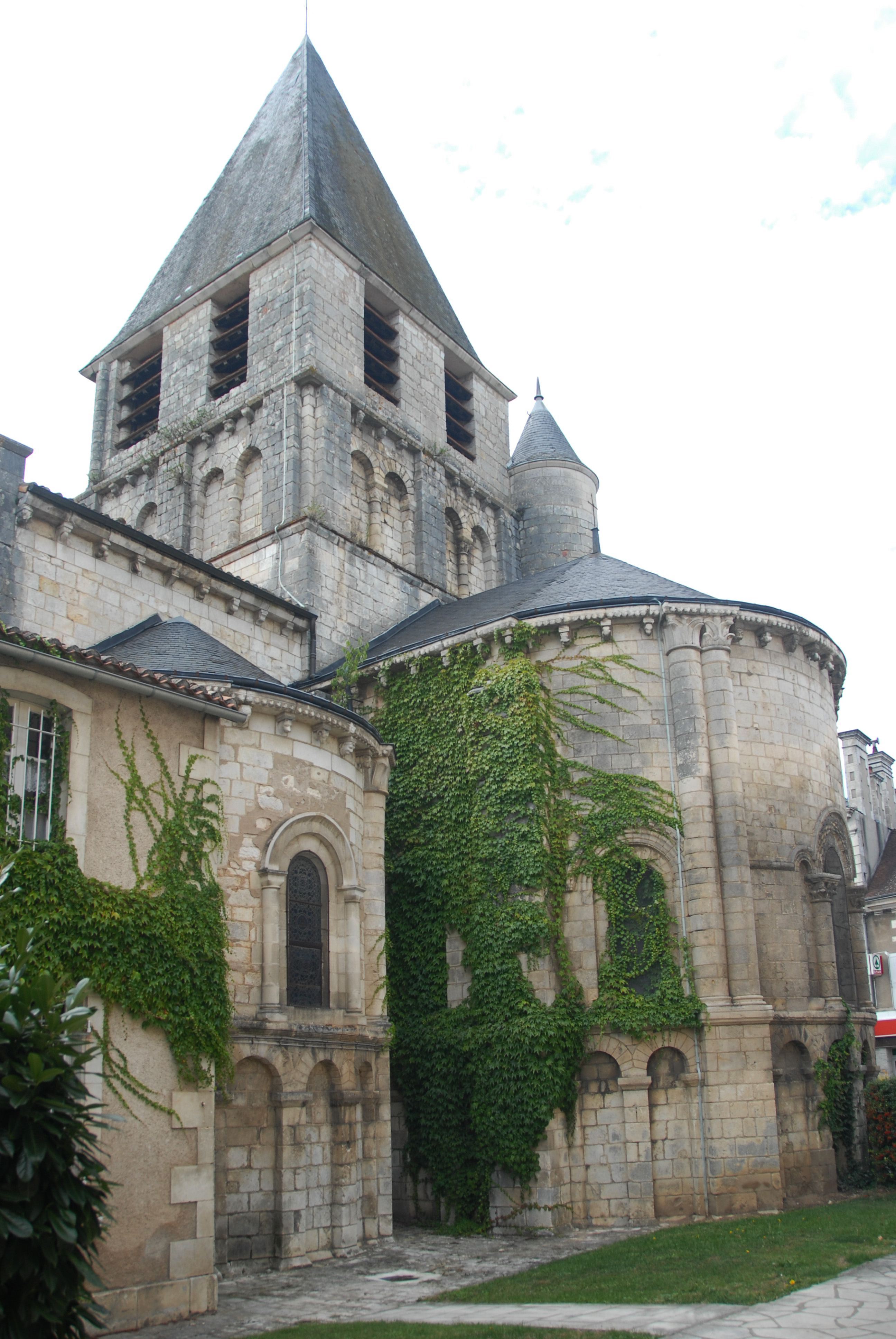
Chauvigny, Pfarrkirche Notre-Dame, Chorhaupt von SO
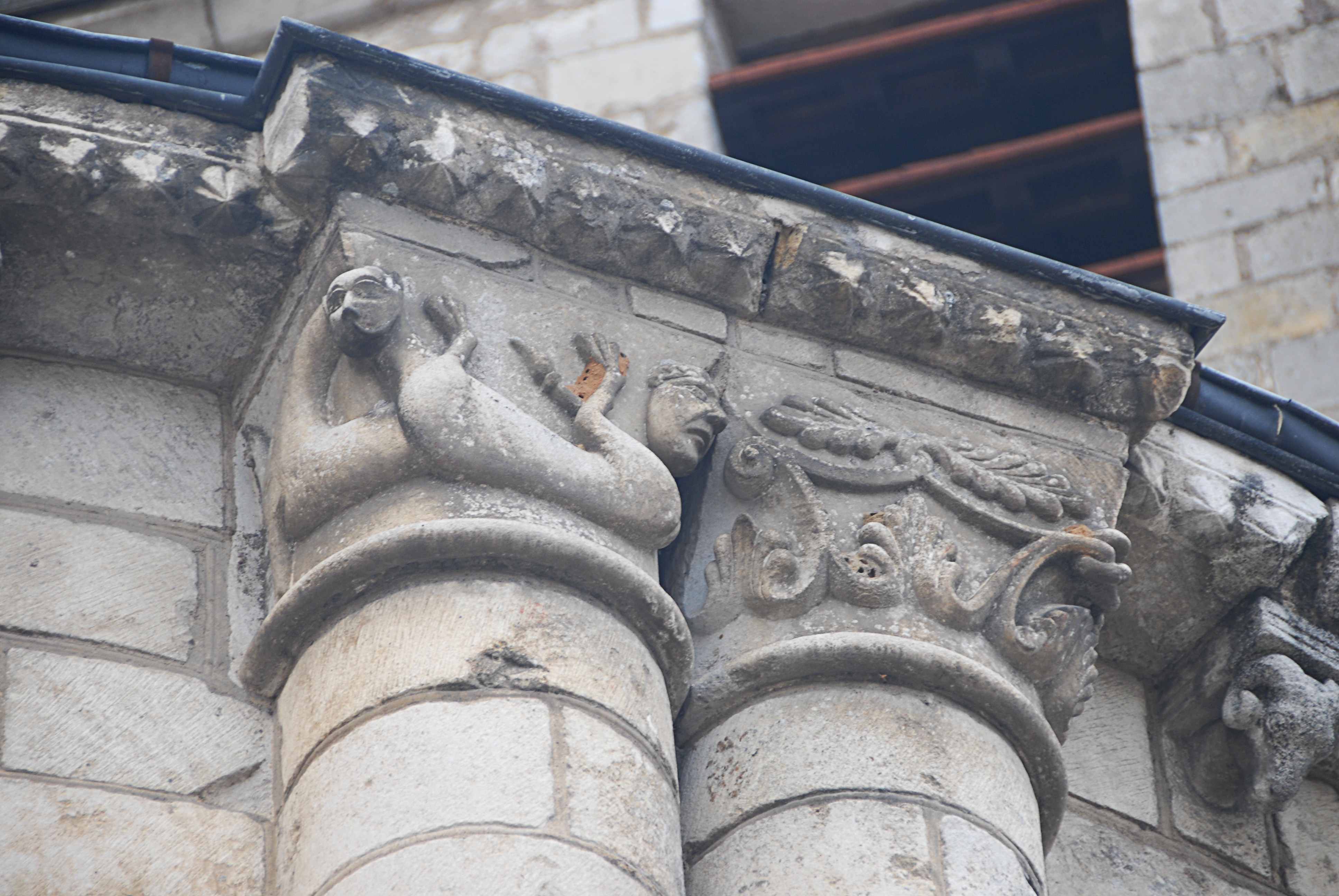
Chauvigny, Pfarrkirche Notre Dame, Kapitelle an Chorapsis

## Saint-Pierre-les-Églises
Direkt an der Vienne liegt die Kirche Saint-Pierre, die älteste Kirche des Ortes. In der teilweise karolingischen Kirche existieren im Chor noch Wandmalereien aus dem 9. oder 10. Jahrhundert. Sie sind die ältesten Zeugen der Wandmalerei im Poitou, 100 Jahre älter als die in der Abtei Saint-Savin-sur-Gartempe (!). Auf dem Friedhof befinden sich noch merowingische Sarkophage.

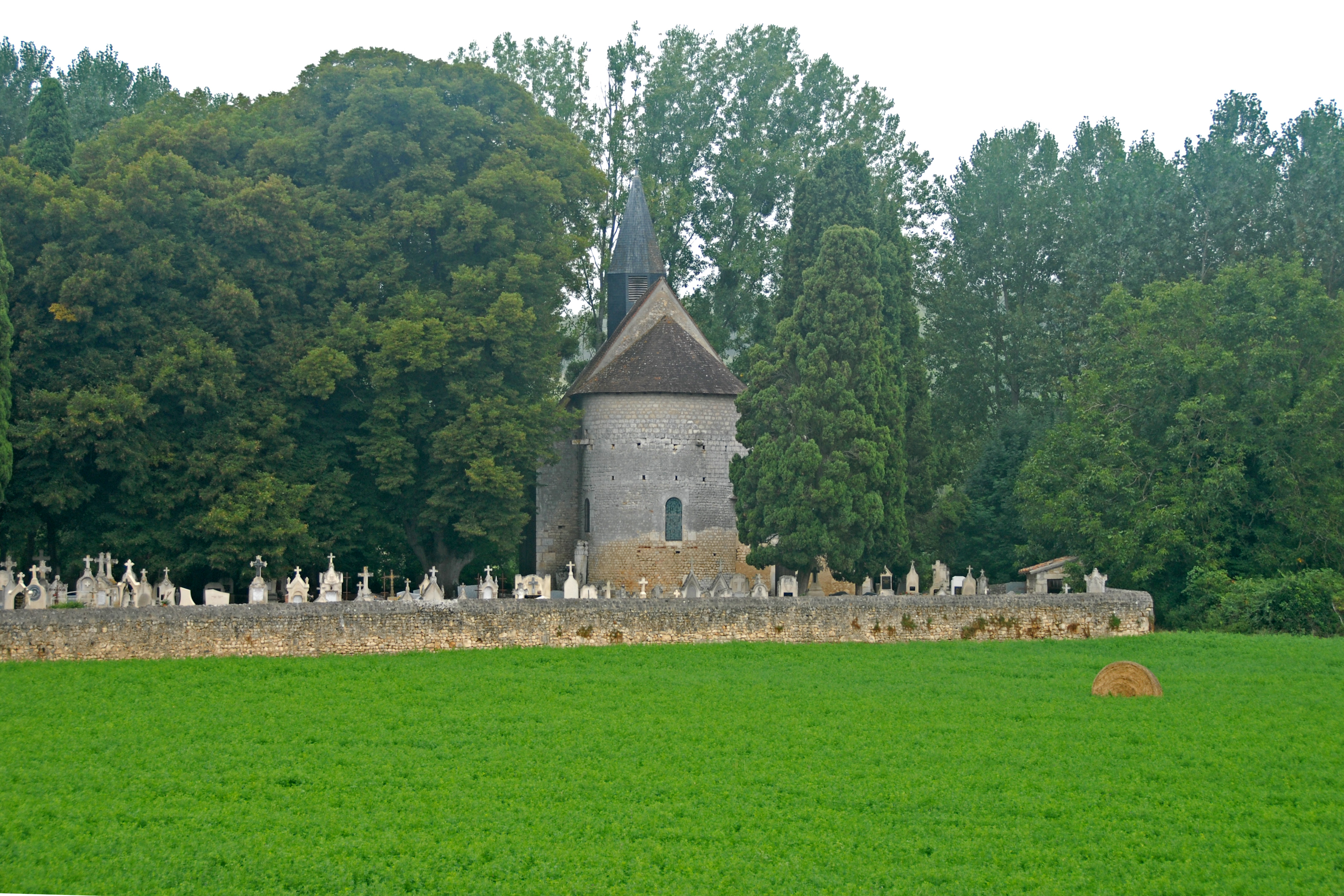
Saint-Pierre-les-Églises, Friedhof von Osten gesehen
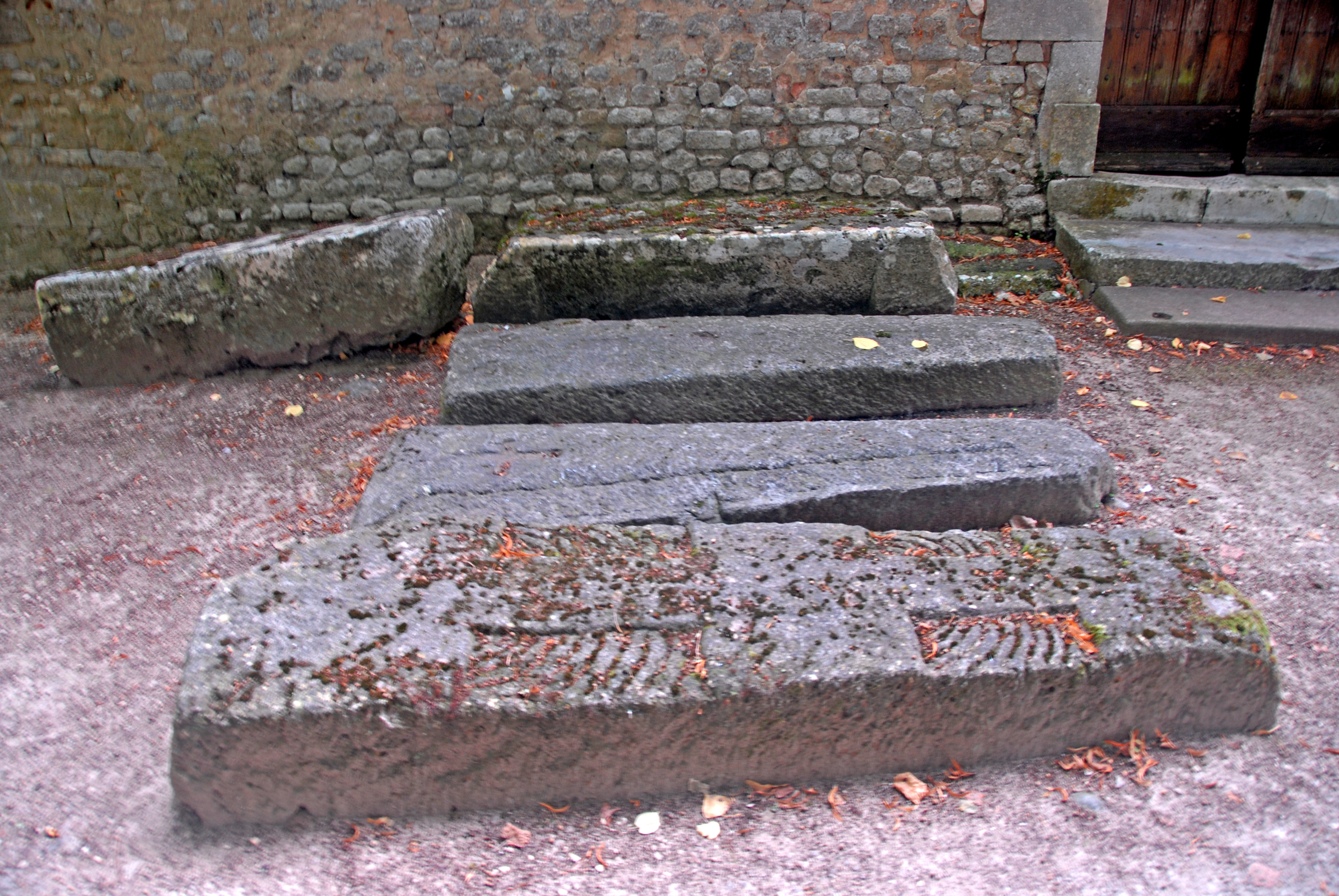
Saint-Pierre-les-Églises, merowingische Sarkophage

## Städtepartnerschaften
- Geisenheim, Deutschland
- Banfora, Burkina Faso
- Trino, Italien
- Billericay, Vereinigtes Königreich

## Söhne und Töchter der Stadt
- Fernand Lamy (1881–1966), Dirigent, Komponist und Musikpädagoge

## Sonstiges
- Das Maison des Templiers (Route de Châtellerault).